# Time To Twice
Time To Twice es un reality show de variedades surcoreano del grupo musical femenino Twice. El programa muestra a Nayeon, Jeongyeon, Momo, Sana, Jihyo, Mina, Dahyun, Chaeyoung y Tzuyu, miembros del grupo, a través de sus distintas temporadas, en diversos juegos de competencias y actividades de esparcimiento. El primer episodio se emitió oficialmente el 3 de abril de 2020 a través de YouTube y V Live.

## Antecedentes
Debido a la contingencia mundial producto de la pandemia por coronavirus, el grupo surcoreano Twice se vio obligado a suspender todas sus actividades programadas para el 2020. Esto motivó a JYP Entertainment, agencia del grupo, a crear un programa en donde las integrantes del grupo pudiesen generar contenido y mantener contacto con sus fanes.
El 27 de marzo de 2020, la cuenta oficial de YouTube de Twice publicó el tráiler de un nuevo reality show del grupo, siendo el segundo programa propio desde Twice's Elegant Private Life (2016). En el avance se aprecia a las miembros del grupo realizando competencias físicas y realizando distintos tipos de retos.
El primer episodio fue emitido el 3 de abril de 2020 a las 18:00 h. (KST) a través de las cuentas oficiales del grupo en YouTube y V Live.

## Sinopsis

### Primera temporada
En un estudio cerrado, debido a la imposibilidad de salir al aire libre debido a la pandemia, las miembros realizaron nueve pruebas de habilidades físicas que otorgaban puntos, divididas en tres rondas, y organizadas en tres equipos distintos: el Team Brainy (Dahyun, Jeongyeon y Mina), el Team Alien (Sana, Momo y Tzuyu) y el Team Smarties (Chaeyoung, Jihyo y Nayeon). Realizaron pruebas de tiro con arco, juegos con pelotas, juegos de coordinación motora, pruebas musicales, entre otras. Resultó ganador el Team Smarties con 8.590 puntos, seguido por el Team Brainy con 8.090 puntos y finalmente el Team Alien con 6.190 puntos. Los premios fueron un kit de ejercicios para el 3.º lugar, un set de entrenamiento en interiores para el 2.º lugar, y una máquina de masajes con un equipo de ejercicios múltiples para el primer lugar. 
La temporada se tituló "Stay-Home Games" y el primer episodio fue emitido el 27 de marzo de 2020 a las 18:00 h. (KST). Esta contó con cuatro episodios, además de un bonus clip de tres minutos, transmitido luego del término de la temporada.

### Segunda temporada
Esta temporada también se desarrolló en interiores al igual que la primera, y consistió en cinco pruebas musicales al estilo karaoke. Las miembros se dividieron en tres equipos nuevamente: el Team Madonna (Jeongyeon, Mina y Sana), el Team Michael Jackson (Jihyo, Nayeon y Tzuyu) y el Team Bobby Brown (Chaeyoung, Dahyun y Momo), que son los nombres de las salas de ensayo del edificio de JYP Entertainment. Las pruebas consistieron en adivinar canciones, en cantar mientras les reproducían otras canciones en sus oídos, en cantar una canción alternando cada verso entre las miembros de cada equipo, entre otras. Finalmente resultó ganador el Team Bobby Brown, seguido por el Team Michael Jackson y finalmente el Team Madonna. Los premios fueron una canasta de frutas más una caja de carnes para cocinar para el 1.º lugar, una canasta de frutas para el 2.º lugar y una canasta de golosinas para el último lugar.
La temporada se tituló "Noraebang Battle" y el primer episodio fue emitido el 15 de mayo de 2020 a las 18:00 h. (KST) por las cuentas oficiales del grupo en YouTube y V Live. Esta contó con cuatro episodios, además de un bonus clip de tres minutos, transmitido luego del término de la temporada.

### Tercera temporada
En el marco del lanzamiento de su nueva canción, «More & More», esta temporada se desarrolló al interior del edificio corporativo de JYP Entertainment, su casa discográfica. Divididas nuevamente en tres equipos, NaMoSa (Nayeon, Momo y Sana), JeongJiMi (Jeongyeon, Jihyo y Mina) y DaChaeTzu (Dahyun, Chaeyoung y Tzuyu), la misión consistió en encontrar un USB escondido en alguna parte del edificio, que contiene su próxima canción pronta a estrenar. Para ello, deben encontrar pistas, superar pruebas y escapar de los zombis, miembros del personal de JYP encargados de obstaculizar y convertir en zombis a las integrantes del grupo, de los cuales se pueden defender tirándoles agua con pistolas y cantando canciones de Twice. Finalmente, en un trabajo grupal, los tres equipos consiguieron el objetivo, liberando con esto también a los zombis del embrujo.
La temporada se tituló "The Great Escape" y el primer episodio fue emitido el 26 de junio de 2020 a las 18:00 h. (KST) por las cuentas oficiales del grupo en YouTube y V Live. Esta contó con tres episodios, además de un bonus clip de tres minutos, transmitido luego del término de la temporada.

### Cuarta temporada
Las miembros se trasladaron a Wonju, ubicado en la Provincia de Gangwon, al suroeste de Seúl, para pasar un día de campin y relajo. En el lugar, organizadas en los mismos grupos de la temporada anterior, pero esta vez sin competencias de por medio, debieron levantar sus carpas, preparar sus espacios de acampada, descansaron, practicaron deportes, pasearon por el valle cercano a la zona de campin y prepararon, entre todas, la cena que compartieron al terminar el día. Mientras comían, se les hizo entrega de cartas personales anónimas, hechas por el personal y mánagers del grupo, a cada una de las miembros, con sentidas palabras de cariño y agradecimiento.
La temporada se tituló "Healing Camping" y el primer episodio fue emitido el 7 de agosto de 2020 a las 18:00 h. (KST) por las cuentas oficiales del grupo en YouTube y V Live. Esta contó con cinco episodios.

### Quinta temporada
Recreando un primer día de clases de una escuela secundaria, las miembros se convirtieron en alumnas, realizando a lo largo de la temporada una serie de clases, tanto de lenguaje, de artes y de música, con Dahyun, Chaeyoung y Jihyo alternando como profesoras respectivamente. Realizaron ejercicios de juegos de palabras, crearon el himno del colegio, hicieron competencias de dibujos, entre otras actividades, todo alternado con entrevistas, simulando el formato de reality show. A lo largo de todas las clases, las miembros fueron siendo premiadas o castigadas con stickers, que finalmente dieron por ganadora a Nayeon.
Por problemas de salud, Jeongyeon no participó en esta temporada.
La temporada se tituló "TDOONG High School" y el primer episodio fue emitido el 18 de septiembre de 2020 a las 18:00 h. (KST) por las cuentas oficiales del grupo en YouTube y V Live.

### Sexta temporada
Simulando la presentación de regreso de Nagasu, un cantante pop, líder del grupo ficticio Bul Nabang, todas las miembros están presentes en el evento de lanzamiento cumpliendo un rol distinto: Lim Depyo (Nayeon, gerente de la agencia de Nagasu), Yoogija (Jeongyeon, periodista), Mojoyeon (Momo, exmiembro de Bul Nabang), Kim Gamdok (Sana, directora de la función del estreno), Park Hwejang (Jihyo, presidenta del club de fanes de Nagasu), Jeong Foto (Mina, fotógrafa), Kim Jakkok (Dahyun, compositora de Nagasu), Son Codi (Chaeyoung, coordinadora de vestuario) y Jorod (Tzuyu, mánager de Nagasu). Sin embargo, se revela que el cuerpo de Nagasu yace muerto bajo el escenario. A través de la búsqueda de pistas escondidas en todo el lugar de realización del evento, las miembros debieron resolver el misterio y hallar a la culpable del crimen a lo largo de toda la temporada. Tras votaciones en cada episodio donde se fueron descartando responsables, se reveló finalmente que la responsable del crimen fue Kim Jakkok (Dahyun).
La temporada se tituló "Crime Scene" y el primer episodio fue emitido el 20 de noviembre de 2020 a las 18:00 h. (KST) por las cuentas oficiales del grupo en YouTube y V Live.

### Séptima temporada
Reunidas en una casa especialmente apta para la serie, las miembros debieron realizar una serie de juegos cortos de rapidez mental y destreza física para ir obteniendo dinero ficticio y poder comprar snacks y alimentos de una tienda de productos. Realizaron más de diez pruebas, entre las que destacaron armar la jenga más alta mientras daban un solo respiro, adivinar nombres de personajes, un juego de pulseadas con apuestas, voltear papeles con las manos, memorizar una coreografía, entre otras. Chaeyoung fue la única que, a lo largo de la temporada, logró reunir la cantidad suficiente de dinero para comprar la tienda de snacks y poder administrar las ventas a sus compañeras.
Por problemas de salud, Jeongyeon no participó en esta temporada.
La temporada se tituló "Happy Twice New Year" y el primer episodio fue emitido el 8 de enero de 2021 a las 18:00 h. (KST) por las cuentas oficiales del grupo en YouTube y V Live.

### Octava temporada
En un recinto de entretenimiento denominado "Fábrica de Chocolate", las miembros, formadas en equipos, debían encontrar las ocho partes que conforman el ticket dorado para convertirse en la nueva dueña de la fábrica, realizando pruebas cortas y recibiendo penalizaciones en caso de fallos. Los grupos fueron el equipo amarillo (Jihyo, Nayeon y Tzuyu), el equipo azul (Chaeyoung, Mina y Sana) y el equipo rojo (Dahyun y Momo). Tras tres episodios de pruebas, los equipos amarillo y azul pudieron encontrar todas las partes del ticket, pasando a una última etapa individual, en donde cada una recibió un chocolate el cual debían proteger. Finalmente, todos los chocolates fueron descubiertos por las otras miembros, quedando el juego sin ninguna ganadora.
Por problemas de salud, Jeongyeon no participó en esta temporada.
La temporada se tituló "Twice and the Chocolate Factory" y el primer episodio fue emitido el 26 de febrero de 2021 a las 18:00 h. (KST) por las cuentas oficiales del grupo en YouTube y V Live.

### Novena temporada
A diferencia de la mayoría de las temporadas anteriores, en esta ocasión las miembros interpretaron a trabajadoras de un departamento de marketing de una compañía musical, donde cada una asumió un rol: Jihyo como empleada del Depto. de Contenidos, Sana como empleada del Depto. de Marketing, Tzuyu como Gerente del Depto. de Contenidos, Dahyun como Asistente del Depto. de Marketing, Mina como directora general, Chaeyoung como Subdirectora de A&E y Momo como empleada del Depto. de A&R. El objetivo era planificar le debut de una nueva cantante (ficticia), interpetada por Jeongyeon, quien por problemas de salud, no participó presencialmente en esta temporada.
La temporada se tituló "TDOONG Entertainment Season 2" y el primer episodio fue emitido el 2 de abril de 2021 a las 18:00 h. (KST) por las cuentas oficiales del grupo en YouTube y V Live.

### Décima temporada
En un campus de plantación al aire libre, las miembros se reunieron para realizar distintos retos, escogiendo entre dos o hasta tres opciones antes de cada prueba, sin conocer la elección realizada. Las pruebas fueron desde hacer paseos con zapatos de acupresión, escoger los elementos de las comidas y los postres, el tamaño de los platos de comida, preparar café, cumplir penitencias, realizarle compras a personal del personal de producción, entre otras actividades. Por problemas de salud, Jeongyeon no participó en esta temporada.
La temporada se tituló "Yes or No" y el primer episodio fue emitido el 14 de mayo de 2021 a las 18:00 h. (KST) por las cuentas oficiales del grupo en YouTube y V Live.

### Undécima temporada
En una casa tradicional coreana situada en medio del campo, que fue llamada "Yoo PuiPui House" en alusión al apodo de Jeongyeon de la novena temporada, las miembros se reunieron para tener un día completo de descanso y relajo. Repartiéndose funciones, prepararon comida asada, se entretuvieron fabricando pulseras y collares, pintando poleras y zapatillas, jugando al aire libre y sacándose muchas fotografías para el recuerdo. Al término del día, tanto Dahyun como Jihyo recibieron regalos de parte de sus compañeras, como una de las pruebas pendientes de la temporada anterior.
La temporada se tituló "TDOONG Forest" y el primer episodio fue emitido el 2 de julio de 2021 a las 18:00 h. (KST) por las cuentas oficiales del grupo en YouTube y V Live.

### Duodécima temporada
A una escuela ubicada a las afueras de la ciudad, llegaron las miembros de Twice (con excepción de Jeongyeon) por la invitación de una desconocida compañera. En el lugar, durante el día, realizaron una jornada deportiva divididas en dos equipos, incluyendo juegos como saltar la cuerda, lanzamientos penales, lucha coreana en bubble suit y limbo, entre otros. Por la noche, debieron regresar a la sala de clases a oscuras, debiendo encontrar códigos escondidos, con fantasmas escondidos a lo largo del camino.
La temporada se tituló "TDOONG High School Season 2" y el primer episodio fue emitido el 20 de agosto de 2021 a las 18:00 h. (KST) por las cuentas oficiales del grupo en YouTube y V Live.

### Decimotercera temporada
En una recreada estación de policía, las miembros de Twice cumplieron distintos roles: Directora Park (Jihyo), Oficial Lim (Nayeon), Profesora Mo (Momo), Oficial Kim (Sana), Líder Kim (Dahyun) y la Periodista Sohn (Chaeyoung) son parte del cuerpo de policía, mientras que Boss Myo (Mina) y Tzu (Tzuyu) son parte de una mafia, la primera como líder de visita en la comisaría y la segunda detenida. El día del ascenso del Detective Kwak, éste aparece muerto en una celda y todas son sospechosas. A lo largo de la temporada se realizaron análisis de pruebas, hasta que se reveló la culpable del crimen.
La temporada se tituló "Crime Scene Season 2" y el primer episodio fue emitido el 3 de diciembre de 2021 a las 18:00 h. (KST) por las cuentas oficiales del grupo en YouTube y V Live.

### Decimocuarta temporada
Emulando la temporada 7 de inicio de año, las miembros debieron realizar una serie de juegos cortos de rapidez mental y destreza física para ir obteniendo dinero ficticio. Jugaron, entre otros, el juego de la botella que cae parada, adivinar distintos tipos de ramen, adivinar el nombre de diversos personajes, Janggi con los dedos y el juego del Iut. La temporada terminó con todas compartiendo una comida preparada por ellas junto a la producción del programa, tras estos últimos perder una apuesta de juegos con las miembros.
La temporada se tituló "Twice New Year 2022" y el primer episodio fue emitido el 7 de enero de 2022 a las 18:00 h. (KST) por las cuentas oficiales del grupo en YouTube y V Live.

### Decimoquinta temporada
Todas las miembros de Twice se reunieron en el parque de atracciones Lotte World de Seúl para realizar una serie de pruebas en los distintos juegos del parque. Se definieron tres equipos: Chaeyoung-Mina-Tzuyu,  Nayeon-Jihyo-Dahyun y Momo-Sana-Jeongyeon. Al final de la jornada y tras montar una serie de juegos debiendo cumplir distintas pruebas, recolectaron dinero con el que pudieron comprar alimentos y bebidas.
La temporada se tituló "TDOONG Tour" y el primer episodio fue emitido el 18 de febrero de 2022 a las 18:00 h. (KST) por las cuentas oficiales del grupo en YouTube y V Live.

### Decimosexta temporada
En un día lluvioso de primavera, las miembros se reunieron en una casa para realizar diversas dinámicas para encontrar su alma gemela. Cada una representando a un personaje que se mezclaba con sus reales personalidades, y tras una serie de citas para conocerse mejor, las parejas finales fueron: Sana con Nayeon, Mina con Chaeyoung, Momo con Jihyo y Tzuyu con Jeongyeon. Dahyun no fue escogida por nadie.
La temporada se tituló "Soulmate" y el primer episodio fue emitido el 8 de abril de 2022 a las 18:00 h. (KST) por las cuentas oficiales del grupo en YouTube y V Live.

### Decimoséptima temporada
Las miembros se reunieron en un parque en medio de la primavera para celebrar una jornada de pícnic y juegos. Cada una de ellas se presentaron acompañadas de una foto de infancia y vestidas tal como aparecían en sus imágenes. Durante su estadía, realizaron juegos de rapidez mental, juegos de baile, el juego de la silla musical, escribieron poemas, compitieron al luz roja, luz verde y compartieron una comida juntas al aire libre.
La temporada se tituló "Spring Picnic" y el primer episodio fue emitido el 13 de mayo de 2022 a las 18:00 h. (KST) por las cuentas oficiales del grupo en YouTube y V Live.

### Decimoctava temporada
Las miembros se reunieron para realizar una competencia de cocina. Se conformaron dos equipos: Dahyun, Jihyo, Momo y Sana, contra Chaeyoung, Jeongyeon, Mina y Tzuyu. Nayeon estuvo ausente este episodio. Realizaron diversos juegos para escoger los alimentos principales a utilizar, hicieron sus preparaciones, y un jurado compuesto por dos miembros del personal junto a Nayeon escogieron al equipo ganador.
La temporada se tituló "TDOONG Cooking Battle" y el primer episodio fue emitido el 23 de septiembre de 2022 a las 18:00 h. (KST) por las cuentas oficiales del grupo en YouTube y V Live.

### Decimonovena temporada
Las miembros se reunieron para realizar una serie de juegos grupales bajo el concepto del Y2K. Con Dahyun como anfitriona de la temporada, se dividieron en dos equipos para competir por 1 millón de wones. Los equipos escogidos se denominaron «Bangs» (Mina, Chaeyoung, Nayeon y Tzuyu) y «96» (Jeongyeon, Jihyo, Momo y Sana). Tras una serie de juegos de habilidad y destreza mental, resultó ganador el equipo liderado por Jeongyeon.
La temporada se tituló "Y2K TDOONG Show" y el primer episodio fue emitido el 11 de noviembre de 2022 a las 18:00 h. (KST) por las cuentas oficiales del grupo en YouTube y V Live, tras ser pospuesto una semana debido a la Estampida de Halloween de Seúl.

### Vigésima temporada
En Gapyeong-gun en la Provincia de Gyeonggi, las miembros pasaron unos días de vacaciones y tiempo de relajo. Comieron juntas, practicaron punch needle, disfrutaron de la tina y durmieron; cantaron karaoke y se reunieron todas para cenar, mientras se hicieron entrega de un regalo inútil sorpresa entre cada una de las miembros. Cerraron la temporada leyendo cartas que cada una de las miembros se entregó de manera secreta con palabras de agradecimiento y buenos deseos para el nuevo año. Dahyun no estuvo presente durante toda la temporada.
La temporada se tituló "Healing December" y el primer episodio fue emitido el 9 de diciembre de 2022 a las 18:00 h. (KST) por las cuentas oficiales del grupo en YouTube y V Live.

### Vigésima primera temporada
Las miembros se reunieron, como cada inicio de año, para una temporada de juegos rápidos para ganar dinero ficticio y así poder realizar compras propuestas por la producción. Se inició con el dinero acumulado de la temporada 14 ("Twice New Year 2022"). Jugaron una ronda de "I'm Ground" y al juego de los cantillos (payana); jugaron al "Son byongjo" con los dedos y al "Bunny Bunny". Finalmente comieron todas juntas.
La temporada se tituló "Twice New Year 2023" y el primer episodio fue emitido el 13 de enero de 2023 a las 18:00 h. (KST) por las cuentas oficiales del grupo en YouTube y V Live.

### Vigésima segunda temporada
Tercera edición de las miembros como alumnas del TDOONG High School, esta vez con Jihyo, Nayeon y Dahyun como profesoras. Se realizaron pruebas de ingenio, clases de inglés, foros de discusión de temas debatibles populares, entre otras actividades. Mina no participó durante esta temporada, mientras que Jeongyeon participó por primera vez de una edición de TDOONG High School.
La temporada se tituló "TDOONG High School Season 3" y el primer episodio fue emitido el 23 de junio de 2023 a las 18:00 h. (KST) por las cuentas oficiales del grupo en YouTube y V Live.

### Vigésimo tercera temporada
Twice se reunió en el centro deportivo indoor Smob para realizar una serie de pruebas físicas y de destreza, compitiendo de manera individual y en grupos, imitando la serie Squid Game. Realizaron puenting, se lanzaron por un tobogán vertical, una yincana, realizaron escalada, jugaron baloncesto en equipos, subieron al columpio 360º, entre oras pruebas.
La temporada se tituló "Fake Squid Game" y el primer episodio fue emitido el 1 de diciembre de 2023 a las 18:00 h. (KST) por las cuentas oficiales del grupo en YouTube y V Live.

### Vigésimo cuarta temporada
Twice se reunió en una biblioteca para realizar un juego de supervivencia basado en el manga Death Note, en donde las miembros debían buscar sus libros negros y encontrar lapiceras negras y azules, que les permitirían sobrevivir o eliminar a algunas de sus compañeras. Luego de tres rondas, en donde debieron resolver pistas, encontrar lapiceros especiales y hacer votos de salvación y eliminación, la ganadora finalmente fue Mina, mientras que Chaeyoung resultó en último lugar.
La temporada se tituló "Death Note" y el primer episodio fue emitido el 10 de mayo de 2024 a las 18:00 h. (KST) por las cuentas oficiales del grupo en YouTube y V Live.

### Vigésimo quinta temporada
Twice se trasladó a Gapyeong para una temporada de descanso y juegos preparados para ellas, en una agenda de 12 horas de actividades. La jornada incluyó una competencia de karting, un paseo por bici-riel en grupos de a tres miembros, recorriendo a través de la naturaleza del lugar, un paseo en lancha motora y otros juegos de esparcimiento para probar su trabajo en equipo.
La temporada se tituló "TDOONG Workshop" y el primer episodio fue emitido el 12 de julio de 2024 a las 18:00 h. (KST) por las cuentas oficiales del grupo en YouTube y V Live.

### Vigésimo sexta temporada
Todas las miembros de Twice se reunieron para celebrar su 9.º aniversario en una "pocha", expresión coreana para referirse a salir con amigos a comer y tomar. Fueron de compras al supermercado, mientras otro grupo se dedicó a cocinar. Prepararon samgak kimbap y kimbap de atún, tortilla de patatas, golbaengi muchim, fresas con crema, entre otros alimentos. Además disfrutaron de soju, cerveza, vino, jaibol, mientras compartieron anécdotas y jugaron a las adivinanzas. Entre la conversación, Mina, Momo y Sana bailaron su canción «Touch Me», Tzuyu también bailó su canción como solista «Run Away», y Jihyo besó en la boca a Jeongyeon a modo de juego.
La temporada se tituló "TDOONG Pocha" y el primer episodio fue emitido el 11 de octubre de 2024 a las 18:00 h. (KST) por las cuentas oficiales del grupo en YouTube y V Live.

### Vigésimo séptima temporada
Las miembros se reunieron en una cafetería en el barrio de Seongsu, para realizar un trabajo a tiempo parcial. Dividido en tres jornadas de noventa minutos cada una, las miembros fueron intercambiando roles al interior del café, entre la atención al público, la preparación de los tragos y los cafés, y la promoción en las calles cercanas para invitar a las personas a visitar el lugar. Chaeyoung y Jeongyeon fueron reconocidas como las mejores trabajadoras por los encargados del local, y se les hizo un pago simbólico por el trabajo realizado.
La temporada se tituló "Part-Timer" y el primer episodio fue emitido el 8 de noviembre de 2024 a las 18:00 h. (KST) por las cuentas oficiales del grupo en YouTube y V Live.

### Vigésimo octava temporada
El programa repitió el formato de la primera temporada, donde se realizaron pruebas de habilidades al interior de un estudio.
La temporada se tituló "T.T.T. Again" y el primer episodio fue emitido el 14 de febrero de 2025 a las 18:00 h. (KST) por las cuentas oficiales del grupo en YouTube y V Live.

## Elenco
- Im Na-yeon, más conocida como Nayeon.
- Yoo Jeong-yeon, más conocida como Jeongyeon. (excepto temporadas 5, 7, 8, 9, 10, 12, 13 y 14)[9]
- Hirai Momo, más conocida como Momo.
- Minatozaki Sana, más conocida como Sana.
- Park Ji-hyo, más conocida como Jihyo.
- Mina Myōi, más conocida como Mina. (excepto temporada 22)
- Kim Da-hyun, más conocida como Dahyun. (excepto temporada 20)
- Son Chae-young, más conocida como Chaeyoung.
- Zhōu Zǐyú, más conocida como Tzuyu.

## Temporadas
| Temporada | Temporada | Episodios | Episodios | Emisión original         | Emisión original         |
| Temporada | Temporada | Episodios | Episodios | Primera emisión          | Última emisión           |
| --------- | --------- | --------- | --------- | ------------------------ | ------------------------ |
|           | 1         | 4 (+1)    | 4 (+1)    | 3 de abril de 2020       | 24 de abril de 2020      |
|           | 2         | 4 (+1)    | 4 (+1)    | 15 de mayo de 2020       | 5 de junio de 2020       |
|           | 3         | 3 (+1)    | 3 (+1)    | 26 de junio de 2020      | 10 de julio de 2020      |
|           | 4         | 5         | 5         | 7 de agosto de 2020      | 4 de septiembre de 2020  |
|           | 5         | 6         | 6         | 18 de septiembre de 2020 | 23 de octubre de 2020    |
|           | 6         | 6         | 6         | 20 de noviembre de 2020  | 25 de diciembre de 2020  |
|           | 7         | 5         | 5         | 8 de enero de 2021       | 5 de febrero de 2021     |
|           | 8         | 4         | 4         | 26 de febrero de 2021    | 19 de marzo de 2021      |
|           | 9         | 5         | 5         | 2 de abril de 2021       | 30 de abril de 2021      |
|           | 10        | 4         | 4         | 14 de mayo de 2021       | 4 de junio de 2021       |
|           | 11        | 6         | 6         | 2 de julio de 2021       | 6 de agosto de 2021      |
|           | 12        | 5 (+1)    | 5 (+1)    | 20 de agosto de 2021     | 17 de septiembre de 2021 |
|           | 13        | 4         | 4         | 3 de diciembre de 2021   | 24 de diciembre de 2021  |
|           | 14        | 5         | 5         | 7 de enero de 2022       | 4 de febrero de 2022     |
|           | 15        | 5         | 5         | 18 de febrero de 2022    | 18 de marzo de 2022      |
|           | 16        | 4         | 4         | 8 de abril de 2022       | 29 de abril de 2022      |
|           | 17        | 5         | 5         | 13 de mayo de 2022       | 10 de junio de 2022      |
|           | 18        | 4         | 4         | 23 de septiembre de 2022 | 14 de octubre de 2022    |
|           | 19        | 3         | 3         | 11 de noviembre de 2022  | 25 de noviembre de 2022  |
|           | 20        | 4         | 4         | 9 de diciembre de 2022   | 30 de diciembre de 2022  |
|           | 21        | 4         | 4         | 13 de enero de 2023      | 10 de febrero de 2023    |
|           | 22        | 4         | 4         | 23 de junio de 2023      | 14 de julio de 2023      |
|           | 23        | 4         | 4         | 1 de diciembre de 2023   | 22 de diciembre de 2023  |
|           | 24        | 4         | 4         | 10 de mayo de 2024       | 31 de mayo de 2024       |
|           | 25        | 4         | 4         | 12 de julio de 2024      | 2 de agosto de 2024      |
|           | 26        | 3         | 3         | 11 de octubre de 2024    | 25 de octubre de 2024    |
|           | 27        | 3         | 3         | 8 de noviembre de 2024   | 22 de noviembre de 2024  |
|           | 28        | —         | —         | 14 de febrero de 2025    | —                        |

## Episodios

### 1.ª temporada: "Stay-Home Games"
| N.º en serie | N.º en temp. | Título       | Duración | Dirigido por | Escrito por | Fecha de emisión original |
| --- | ------------ | ------------ | -------- | ------------ | ----------- | ------------------------- |
| 1 | 1            | «EP.01»      | 21 min.  | —            | —           | 27 de marzo de 2020       |
| Se definieron los equipos para competir durante toda la temporada: Team Brainy (Dahyun, Jeongyeon y Mina), Team Alien (Sana, Momo y Tzuyu) y Team Smarties (Chaeyoung, Jihyo y Nayeon). Tras un juego de prueba donde debían golpear un globo con un martillo de juguete sin salir de los límites, realizaron la primera prueba por puntos de la primera ronda, donde cada equipo debía cantar una canción de Twice por sílabas sin equivocarse.                                                           |              |              |          |              |             |                           |
| 2 | 2            | «EP.02»      | 21 min.  | —            | —           | 10 de abril de 2020       |
| Continuación del juego del episodio anterior, resultando ganador el Team Smarties. La segunda prueba consistió en trazar cooperativamente una línea con un lápiz gigante sobre un tablero de autos de carrera, siendo ganador el equipo Team Alien. En la tercera prueba debían lanzar almohadas y una manta sincronizadamente para cubrir a alguna miembro correctamente. Ganó el Team Brainy. |              |              |          |              |             |                           |
| 3 | 3            | «EP.03»      | 21 min.  | —            | —           | 17 de abril de 2020       |
| La cuarta y última prueba de la primera ronda consistió en lanzar pantuflas con el pie hacia un tiro al arco en el piso. Ganó el Team Brainy. Para la segunda ronda de juegos, la primera prueba consistió en hacer más rebotes con una pelota plástica sobre una colchoneta elástica sostenida por cada equipo, donde ganó nuevamente el Team Brainy. La siguiente prueba consistió en trasladarse en una plataforma sobre tubos intercambiables hasta llegar a reventar un globo. Ganó el Team Smarties. |              |              |          |              |             |                           |
| 4 | 4            | «EP.04»      | 23 min.  | —            | —           | 24 de abril de 2020       |
| Para la tercera ronda, la primera prueba consistió en encestar pelotas en pequeños aros con distintos puntajes, resultando ganador el Team Alien. En la siguiente prueba debían correr en grupo al interior de una colchoneta gigante como una rueda oruga, ganando el Team Brainy. La última prueba consistió en tiro al arco con flechas, resultando ganador el Team Smarties. El resultado final dio como ganador al Team Smarties, seguido por el Team Brainy y finalmente el Team Alien.              |              |              |          |              |             |                           |
| 5 | BC           | «Bonus Clip» | 3 min.   | —            | —           | 1 de mayo de 2020         |
| Se emitió un juego de la segunda ronda que no fue incluido en el episodio, donde las miembros debían hacer limbo con un cono en la cara, tapándoles la visión. Todas lograron el objetivo. |              |              |          |              |             |                           |

### 2.ª temporada: "Noraebang Battle"
| N.º en serie | N.º en temp. | Título       | Duración | Dirigido por | Escrito por | Fecha de emisión original |
| --- | ------------ | ------------ | -------- | ------------ | ----------- | ------------------------- |
| 6 | 1            | «EP.01»      | 20 min.  | —            | —           | 15 de mayo de 2020        |
| Reunidas para realizar pruebas de karaoke con toda la equipación, se definen los tres equipos que competirán: Team Bobby Brown (Chaeyoung, Dahyun y Momo), Team Michael Jackson (Jihyo, Nayeon y Tzuyu) y el Team Madonna (Jeongyeon, Mina y Sana). La primera prueba consistió en cantar una canción de Twice mientras el resto les modifican la pista para confundirlas. Empataron en primer lugar Team Madonna y Team Bobby Brown. |              |              |          |              |             |                           |
| 7 | 2            | «EP.02»      | 20 min.  | —            | —           | 22 de mayo de 2020        |
| La segunda prueba consistió en adivinar la canción tocada de un artista de JYP Entertainment, corriendo hacia unos micrófonos, donde solo estaba encendido. Cantaron «Icy» de Itzy, «So Hot» de Wonder Girls, entre otras. Ganó el Team Michael Jackson. En la siguiente prueba debían cantar canciones alternando cada miembro un verso distinto, mientras los micrófonos modificaban sus voces.                                     |              |              |          |              |             |                           |
| 8 | 3            | «EP.03»      | 21 min.  | —            | —           | 29 de mayo de 2020        |
| Se continuó desarrollando la prueba del episodio anterior, resultando ganador finalmente el Team Michael Jackson. La siguiente prueba consistió en cantar una canción de Twice sin equivocarse mientras les reproducen otra canción a través de audífonos. El Team Bobby Brown debió cantar «Precious Love». |              |              |          |              |             |                           |
| 9 | 4            | «EP.04»      | 18 min.  | —            | —           | 5 de junio de 2020        |
| Siguiendo la prueba anterior, el Team Michael Jackson cantó «Touchdown» y el Team Madonna cantó «Dance the Night Away». La última prueba consistió en adivinar la canción y el artista que un equipo de audio reproducía aleatoriamente, donde todas participaron enérgicamente. Finalmente resultó ganador general el Team Bobby Brown.                                                                                              |              |              |          |              |             |                           |
| 10 | BC           | «Bonus Clip» | 3 min.   | —            | —           | 12 de junio de 2020       |
| Se emitió una prueba no incluida en los episodios, donde cada equipo debía cantar mientras un podómetro marcaba sus movimientos. El equipo que resultó ganador, marcando mayor puntaje, fue el Team Bobby Brown. |              |              |          |              |             |                           |

### 3.ª temporada: "The Great Escape"
| N.º en serie | N.º en temp. | Título       | Duración | Dirigido por | Escrito por | Fecha de emisión original |
| --- | ------------ | ------------ | -------- | ------------ | ----------- | ------------------------- |
| 11 | 1            | «EP.01»      | 21 min.  | —            | —           | 26 de junio de 2020       |
| Esta temporada se desarrolló en el edificio de JYP Entertainment, donde los equipos NaMoSa (Nayeon, Momo y Sana), JeongJiMi (Jeongyeon, Jihyo y Mina) y DaChaeTzu (Dahyun, Chaeyoung y Tzuyu) deben recorrer las instalaciones encontrando pistas, llaves, escapando de los zombis (personal de JYP), hasta encontrar un USB que contiene la canción de su próximo regreso. Recolectaron kits de supervivencia evitando ser capturadas.                       |              |              |          |              |             |                           |
| 12 | 2            | «EP.02»      | 20 min.  | —            | —           | 3 de julio de 2020        |
| Continuando con la búsqueda, los equipos se enfrentaron directamente con los zombis, combatiéndolos con luces de sus linternas y cantando canciones de Twice, atravesaron pasillos bloqueados por láseres y comenzaron a interpretar las primeras pistas, que las fueron llevando a las siguientes. Tzuyu fue la primera en ser convertida en zombi, siendo salvada por Dahyun. Los equipos encontraron las primeras llaves.                                  |              |              |          |              |             |                           |
| 13 | 3            | «EP.03»      | 22 min.  | —            | —           | 10 de julio de 2020       |
| Los tres equipos se reunieron en la sala final, donde había una caja fuerte que debían abrir con las pistas recolectadas. Trabajando en equipo, lograron abrir la caja y descubrir el USB, pero se les sumó la misión de comprobar que éste contiene la canción de su regreso. Recolectando nuevas pistas, se dirigieron a la azotea del edificio, donde pudieron reproducir el contenido del USB: la canción «More & More», liberando con esto a los zombis. |              |              |          |              |             |                           |
| 14 | BC           | «Bonus Clip» | 4 min.   | —            | —           | 17 de julio de 2020       |
| Se ve a las miembros tras el término del episodio final, donde Jeongyeon y Jihyo juegan disparándose con las pistolas de agua entre ellas y aparte del personal, Dahyun busca las cámaras ocultas y Momo aparece con su perro Boo. |              |              |          |              |             |                           |

### 4.ª temporada: "Healing Camping"
| N.º en serie | N.º en temp. | Título  | Duración | Dirigido por | Escrito por | Fecha de emisión original |
| --- | ------------ | ------- | -------- | ------------ | ----------- | ------------------------- |
| 15 | 1            | «EP.01» | 24 min.  | —            | —           | 7 de agosto de 2020       |
| Las miembros de Twice se trasladaron a un campin en la ciudad de Wonju, para pasar el día. Se mantuvieron los equipos de la temporada anterior (NaMoSa, JeongJiMi y DaChaeTzu), Chaeyoung vistió con ropas estilo hippie a sus compañeras y, tras un pequeño juego, el equipo ganador fue JeongJiMi, quienes no tuvieron que armar su carpa. Los otros dos equipos debieron levantar sus espacios de campin. Además recolectaron tesoros, equivalentes a distintos alimentos. |              |         |          |              |             |                           |
| 16 | 2            | «EP.02» | 22 min.  | —            | —           | 14 de agosto de 2020      |
| Armadas las carpas, las miembros descansaron comiendo frutas, durmiendo en hamacas, se sacaron fotografías, decoraron las carpas y compartieron alimentos. La producción les hizo entrega de los tesoros encontrados por los distintos equipos. Luego se trasladaron a pie a un valle cercano para disfrutar de la naturaleza. |              |         |          |              |             |                           |
| 17 | 3            | «EP.03» | 21 min.  | —            | —           | 21 de agosto de 2020      |
| Ya en el valle, jugaron a la cabrilla en una pequeña laguna. De regreso, Mina y Jihyo jugaron fútbol y juegos de mesa, Jeongyeon durmió siesta en su carpa, Dahyun, Tzuyu y Sana jugaron bádminton y visitaron una finca de frutas, donde también sacaron algunos libros para leer, para luego comenzar a cocinar, armando grupos organizadamente. |              |         |          |              |             |                           |
| 18 | 4            | «EP.04» | 24 min.  | —            | —           | 28 de agosto de 2020      |
| Las miembros comenzaron a preparar la cena en un trabajo en equipo. Chaeyoung preparó arroz y el golbaengi muchim con la ayuda de Dahyun y Tzuyu, Momo preparó kimchi jjigae con la ayuda de Nayeon y Sana, mientras que Mina, Jihyo y Jeongyeon se encargaron de la tortilla de patatas y de asar la carne. |              |         |          |              |             |                           |
| 19 | 5            | «EP.05» | 25 min.  | —            | —           | 4 de septiembre de 2020   |
| Con la comida lista, las nueve miembros disfrutaron de la cena en una larga mesa frente a una de las carpas. Mientras comían, la producción les hizo entrega a cada una de cartas anónimas de saludos y agradecimientos, escritas por los mánagers y el personal del grupo, con sentidos mensajes que conmovieron y divirtieron a las miembros, donde Sana se vio particularmente emocionada por el cariño.                                                                   |              |         |          |              |             |                           |

### 5.ª temporada: "TDOONG High School"
| N.º en serie | N.º en temp. | Título  | Duración | Dirigido por | Escrito por | Fecha de emisión original |
| --- | ------------ | ------- | -------- | ------------ | ----------- | ------------------------- |
| 20 | 1            | «EP.01» | 25 min.  | —            | —           | 18 de septiembre de 2020  |
| Recreando un primer día escolar, las miembros llegan una a una a una sala de clases, vestidas de uniforme. Como un divertido sketch, se presentaron ante el resto y escogieron a quien sería la presidenta del curso, siendo escogida Dahyun, con Tzuyu como vicepresidenta. Jihyo ejerció de profesora. Jeongyeon estuvo ausente durante todo el capítulo. La emisión se intercala con breves entrevistas a cada una, simulando el formato de reality show. |              |         |          |              |             |                           |
| 21 | 2            | «EP.02» | 21 min.  | —            | —           | 25 de septiembre de 2020  |
| En un nuevo día de clases, ahora con Dahyun como profesora de lenguaje y Jihyo como una alumna más, debieron escoger el lema escolar. Tras una votación, ganó el lema propuesto por Momo, "Let's do it! Jiayou! Ganbare!", que representa una frase de ánimo en tres idiomas distintos (inglés, chino y japonés). Luego jugaron a hacer poemas acrósticos con las sílabas de distintas palabras propuestas por la profesora, quien otorgaba puntos positivos o negativos a las alumnas (stickers).                                                                |              |         |          |              |             |                           |
| 22 | 3            | «EP.03» | 20 min.  | —            | —           | 2 de octubre de 2020      |
| Continuando la clase de lenguaje, se escogió a la ganadora del juego del capítulo anterior, resultando ganadora Nayeon. Ahora en clases de arte con Chaeyoung como profesora, tuvieron que realizar dibujos según lo que les transmitían imágenes de Twice que les eran mostradas. Luego debieron dibujar lo que significaban para ellas las palabras "Jeongyeon" y "Boo". En ambos juegos recibieron stickers positivos según la elección de la profesora. |              |         |          |              |             |                           |
| 23 | 4            | «EP.04» | 18 min.  | —            | —           | 9 de octubre de 2020      |
| Continuando la clase de arte, siguieron haciendo dibujos según los conceptos que la profesora les entregaba, mientras se premiaba a los mejores dibujos. JYP y Chaeyoung fueron algunos de los conceptos más destacados. Por fin Tzuyu recibió sus primeros dos stickers desde el comienzo de la temporada. Tras la clase, se reunieron todas juntas para comer en la hora del almuerzo en la misma sala de clase. |              |         |          |              |             |                           |
| 24 | 5            | «EP.05» | 17 min.  | —            | —           | 16 de octubre de 2020     |
| Durante la hora de almuerzo, las miembros disfrutaron de rollos de huevo, sopa de algas y jinmichae, entre otras comidas, mientras conversaban recordando su época de colegio. A continuación, comenzó la clase de música, nuevamente con Jihyo como profesora. La tarea fue crear el himno del colegio. Tras proponer varios títulos de canciones conocidas, escogieron «Fever» de J.Y. Park para hacer una letra y así poder crear el himno. |              |         |          |              |             |                           |
| 25 | 6            | «EP.06» | 21 min.  | —            | —           | 23 de octubre de 2020     |
| Continuando con la misión del capítulo anterior, las miembros escribieron en conjunto la letra del himno de la escuela. Luego realizaron un juego de adivinar palabras para obtener stickers extras. En el conteo final de puntos, Nayeon resultó ganadora, siendo premiada con el puesto de Presidenta del Consejo Estudiantil, mientras que Chaeyoung y Tzuyu, como últimos lugares, debieron limpiar la sala. Tras finalizar este primer día de escuela, se revelaron los cuadernos de las miembros, con los dibujos y textos que hicieron durante las clases. |              |         |          |              |             |                           |

### 6.ª temporada: "Crime Scene"
| N.º en serie | N.º en temp. | Título  | Duración | Dirigido por | Escrito por | Fecha de emisión original |
| --- | ------------ | ------- | -------- | ------------ | ----------- | ------------------------- |
| 26 | 1            | «EP.01» | 17 min.  | —            | —           | 20 de noviembre de 2020   |
| En un escenario montado, desaparece Nagasu, el líder del grupo ficticio Bul Nabang, en su presentación de regreso. Las miembros de Twice, interpretando a distintos personajes asistentes al suspendido evento, deben encontrar pistas hasta descubrir al culpable, quien corresponde a una de ellas. Tras presentar sus personajes e iniciar la búsqueda, Dahyun (compositora), Jeongyeon (periodista) y Chaeyoung (encargada de vestuario) encontraron mensajes con sangre y mensajes de chat que comprometen, entre otras, a Mina (fotógrafa), a Jihyo (fan) y a Nayeon (Gerente de la agencia de Nagasu) como importantes sospechosas. |              |         |          |              |             |                           |
| 27 | 2            | «EP.02» | 17 min.  | —            | —           | 27 de noviembre de 2020   |
| Continuando con la búsqueda de pistas, las miembros descubriendo manchas de sangre y encontraron el cuerpo de Nagasu sin vida (un muñeco de utilería). Tras esto, la policía anunció que el caso de desaparición se convertía en un caso de homicidio, cercando el lugar y dando paso al comienzo de la investigación. Luego de discutir y analizar pistas, una a una fueron escogiendo secretamente a quien creían culpable. La elegida quedaría eliminada de la primera ronda, pudiendo seguir investigando, pero perdiendo su voto en las próximas rondas. Jeongyeon, Momo y Chaeyoung se convirtieron ahora en las principales sospechosas. |              |         |          |              |             |                           |
| 28 | 3            | «EP.03» | 17 min.  | —            | —           | 4 de diciembre de 2020    |
| Finalizó la primera votación de posibles sospechosos, resultando escogidas (arrestadas) Chaeyoung y Jeongyeon con tres votos cada una. La policía encontró una serie de nuevas pistas: una carta de renuncia de Dahyun, un informe de matrimonio de Jihyo, la credencial de Mina junto al cadáver, pastillas para dormir de Momo y otra carta de renuncia de Tzuyu, entre otras. Tras discutir estas pistas, se realizó una segunda votación, donde asoman como nuevas sospechosas Momo, Tzuyu y Nayeon. |              |         |          |              |             |                           |
| 29 | 4            | «EP.04» | 18 min.  | —            | —           | 11 de diciembre de 2020   |
| Tras la votación del episodio anterior, se escogió a Momo como la nueva sospechosa, sin embargo, se reveló que ella no es la asesina de Nagasu. Continuando con la búsqueda de evidencias, encontraron medicinas en un bolso de Tzuyu, un cuchillo en un bolso de Mina, una botella de veneno escondida en el escenario, una canción escrita por Dahyun titulada "Death" (Muerte), una herida en la mano de Momo tras discutir con Nagasu, entre otras pruebas. Tras discutir las nuevas pistas, Tzuyu y Dahyun asoman ahora como las principales sospechosas del crimen. |              |         |          |              |             |                           |
| 30 | 5            | «EP.05» | 17 min.  | —            | —           | 18 de diciembre de 2020   |
| Tras analizar las pruebas más recientes, se terminó la tercera votación, resultando castigada Tzuyu, sin embargo, se declaró que ella tampoco es la asesina. Esto redujo los sospechosos a: Sana, Dahyun, Mina, Jihyo y Nayeon. En la última búsqueda de evidencias, se encontró un pasillo secreto en el ascensor donde había una nueva nota de Nagasu y una carta reveladora escrita por Jihyo para Nagasu, entre otras pruebas. Se dio inicio a una cuarta y última votación, quedando estas cinco miembros como principales sospechosas. |              |         |          |              |             |                           |
| 31 | 6            | «EP.06» | 18 min.  | —            | —           | 25 de diciembre de 2020   |
| Se resolvió la cuarta votación pendiente del capítulo anterior, resultando Nayeon acusada esta vez, sin embargo, ella tampoco fue la responsable del asesinato. Antes de la última y definitiva decisión, las miembros continuaron discutiendo las pistas, esta vez quedando solo Dahyun, Mina y Sana como las únicas posibles responsables. Las pistas apuntaban principalmente a Sana por su responsabilidad como parte del personal de Nagasu y a Dahyun como compositora y una pista clave: la factura de la compra de cianuro de potasio. En la última votación, las miembros escogieron a Dahyun como la culpable, revelándose finalmente que fue ella quien envenenó a Nagasu para obtener beneficios económicos por una obra póstuma del artista, además de plantar pistas falsas para incriminar a otras miembros. |              |         |          |              |             |                           |

### 7.ª temporada: "Happy Twice New Year"
| N.º en serie | N.º en temp. | Título  | Duración | Dirigido por | Escrito por | Fecha de emisión original |
| --- | ------------ | ------- | -------- | ------------ | ----------- | ------------------------- |
| 32 | 1            | «EP.01» | 19 min.  | —            | —           | 8 de enero de 2021        |
| Las miembros deben realizar una serie de juegos cortos de rapidez mental y destreza física para ir obteniendo dinero ficticio y poder comprar snacks y alimentos de una tienda de productos. El 1.º juego consistió en acertar una tapa de botella en un orificio, donde ganó Nayeon, Dahyun y Chaeyoung. El 2.º juego consistió en armar la jenga más alta mientras dan un solo respiro, resultando ganadoras Dahyun, Sana y Nayeon. El 3.º juego consistió en adivinar nombres de personajes, en donde todas sumaron distintas cantidades de dinero. |              |         |          |              |             |                           |
| 33 | 2            | «EP.02» | 19 min.  | —            | —           | 15 de enero de 2021       |
| Siguiendo con las pruebas, la 1.ª prueba del capítulo consistió en inflar un globo y lanzarlo lo más lejos posible, resultando ganadoras Momo, Nayeon y Jihyo. La 2.ª prueba consistió en replicar la posición de vasos de colores según lo indicado en distintas figuras, siendo Chaeyoung la gran ganadora. La 3.ª prueba consistió en adivinar el nombre de distintos actores de Hollywood según las fotos, donde todas obtuvieron dinero, excepto Momo y Tzuyu. La 4.ª prueba trató de voltear papeles aplaudiendo con las manos, siendo Chaeyoung la ganadora. En la 5.ª prueba debían adivinar todos los chips que les hacían probar. Nuevamente ganó Chaeyoung. |              |         |          |              |             |                           |
| 34 | 3            | «EP.03» | 19 min.  | —            | —           | 22 de enero de 2021       |
| En una nueva tanda de juegos, el primero consistió en adivinar el nombre original de las portadas de sus propios álbumes, donde Dahyun y Jihyo obtuvieron más puntos. En la 2.ª prueba debieron adivinar el nombre correcto de cinco diferentes tipos de ramen, ganando Sana y Dahyun. La 3.ª prueba fue el juego de la naranja que no deja de crecer, el cual quedó sin puntuación. Chaeyoung se hizo propietaria de la tienda de productos y todas compraron distintos snacks. La 4.ª prueba fue un juego de pulseadas con apuestas, resultando ganadora Nayeon. |              |         |          |              |             |                           |
| 35 | 4            | «EP.04» | 18 min.  | —            | —           | 29 de enero de 2021       |
| Las miembros tuvieron tiempo para comer tteokbokki, cuyos ingredientes debieron escogerlos al azar tras realizar diversos juegos: selección por telepatía, donde solo Mina y Chaeyoung repitieron sus ingredientes, jugaron gawi-bawi-bo para elegir el menú adicional, hicieron adivinanzas utilizando una revista de pesca y un par de juegos más para recuperar ingredientes perdidos. Luego de comer, y antes de ir a dormir siesta, debieron memorizar un baile corto que en el siguiente capítulo deben replicar. |              |         |          |              |             |                           |
| 36 | 5            | «EP.05» | 17 min.  | —            | —           | 5 de febrero de 2021      |
| Tras dormir una siesta de cuatro horas, las miembros fueron despertadas sorpresivamente para ir a competir en la prueba de baile pendiente del episodio anterior. Aunque Dahyun fue la primera en llegar, falló en su primer intento. Tras varias miembros, Mina fue la primera en reproducir el baile sin fallos, pudiendo volver a casa inmediatamente. Se le sumaron consecutivamente Dahyun, Chaeyoung, Momo, Jihyo, Nayeon y Tzuyu. Como último lugar, Sana debió quedarse a ordenar la ropa de cama de todas las miembros, siendo ayudada por Tzuyu. |              |         |          |              |             |                           |

### 8.ª temporada: "Twice and the Chocolate Factory"
| N.º en serie | N.º en temp. | Título  | Duración | Dirigido por | Escrito por | Fecha de emisión original |
| --- | ------------ | ------- | -------- | ------------ | ----------- | ------------------------- |
| 37 | 1            | «EP.01» | 16 min.  | —            | —           | 26 de febrero de 2021     |
| En un recinto de entretenimiento denominado "Fábrica de Chocolate", las miembros, formadas en equipos, deben encontrar las ocho partes que conforman el ticket dorado para convertirse en la nueva dueña de la fábrica, realizando pruebas cortas y recibiendo penalizaciones en caso de fallos. Los grupos fueron el equipo amarillo (Jihyo, Nayeon y Tzuyu), el equipo azul (Chaeyoung, Mina y Sana) y el equipo rojo (Dahyun y Momo). Durante el episodio, solo el equipo amarillo y el equipo azul obtuvieron el primer trozo de su ticket dorado cada uno, al ganar una de las tantas pruebas. |              |         |          |              |             |                           |
| 38 | 2            | «EP.02» | 18 min.  | —            | —           | 5 de marzo de 2021        |
| Las miembros continuaron realizando las pruebas restantes y recibiendo penalizaciones por no cumplirlas: adivinar lo que contenía una caja negra, encestar pelotas de plástico en aros sobre una piscina llena de pelotas, comer snacks colgantes sobre una plataforma en movimiento, comer chocolate picante sin reaccionar mal ante el sabor, fotografiarse sin cerrar los ojos mientras sucede una explosión, entre otras pruebas. Al cierre del episodio, el equipo amarillo había conseguido 7 de 8 partes del ticket dorado, el equipo azul 6 partes y el equipo rojo solo una parte.         |              |         |          |              |             |                           |
| 39 | 3            | «EP.03» | 17 min.  | —            | —           | 12 de marzo de 2021       |
| Tras finalizar el primer período de pruebas, las miembros se reunieron para competir entre sí en un juego de descubrir palabras ocultas tras un plato de harina. Al término del juego, el equipo azul consiguió los tickets restantes, obteniendo el primer lugar de la primera etapa de juegos. En la etapa siguiente, ahora individual, Chaeyoung, Mina y Sana recibieron un chocolate personalizado, el cual deben proteger. Luego se sumó el equipo amarillo, mientras que el equipo rojo perdió todos sus tickets y continúan realizando las pruebas del primer período.                       |              |         |          |              |             |                           |
| 40 | 4            | «EP.04» | 22 min.  | —            | —           | 19 de marzo de 2021       |
| Se inició la última etapa, en donde cada miembro debe proteger el chocolate que se le fue entregado. Chaeyoung, Mina y Nayeon lo escondieron detrás de unos depuradores de aire; Jihyo en una caja del personal; mientras que Sana lo mantuvo en su bolsillo y Tzuyu lo escondió bajo un grupo de calcetines. Tras una búsqueda intensa en la que también participaron Dahyun y Momo, la ganadora iba a ser Mina, pero finalmente se reveló que su chocolate también había sido descubierto, terminando el juego sin ganadoras.                                                                     |              |         |          |              |             |                           |

### 9.ª temporada: "TDOONG Entertainment Season 2"
| N.º en serie | N.º en temp. | Título  | Duración | Dirigido por | Escrito por | Fecha de emisión original |
| --- | ------------ | ------- | -------- | ------------ | ----------- | ------------------------- |
| 41 | 1            | «EP.01» | 19 min.  | —            | —           | 2 de abril de 2021        |
| Interpretando el primer día de trabajo en una compañía de marketing, cada miembro hace su llegada y presentación: Jihyo (empleada del Depto. de Contenidos), Sana (empleada del Depto. de Marketing), Tzuyu (Gerente del Depto. de Contenidos), Dahyun (Asistente del Depto. de Marketing), Mina (directora general), Chaeyoung (Subdirectora de A&E) y Momo (empleada del Depto. de A&R). Luego, la directora general les informa que deben realizar una entrevista y evaluación de trabajo para el ingreso de una nueva empleada. Una de las candidatas es Nayeon.                     |              |         |          |              |             |                           |
| 42 | 2            | «EP.02» | 18 min.  | —            | —           | 9 de abril de 2021        |
| Mina, Dahyun, Chaeyoung y Tzuyu realizan la entrevista de trabajo a cuatro postulantes: Nayeon; Mo-beom (Momo), obsesiva de la limpieza; Prez Park (Jihyo), fanática de los artistas; y Sha Rich (Sana), hija del presidente de la compañía. Tras una serie de insólitas preguntas, la escogida fue Nayeon. De vuelta al trabajo Nayeon les hizo un regalo a cada una de sus nuevas compañeras de trabajo y todas juntas se reunieron en el casino de la empresa para comer ramen instantáneo antes de empezar a trabajar.                                                               |              |         |          |              |             |                           |
| 43 | 3            | «EP.03» | 18 min.  | —            | —           | 16 de abril de 2021       |
| Mientras la mayoría seguía comiendo ramen antes de empezar a trabajar, Dahyun comienza a reprenderlas hasta que llega la Directora Mina a pedirles que vuelvan a trabajar. Aunque no hacen caso de inmediato, terminan aceptándolo. Tzuyu le enseña a ocupar el teclado a Nayeon, Sana se esconde en la sala de descanso, mientras Momo sigue comiendo en su puesto de trabajo. La Directora las cita a la sala de reunión para presentarles a la nueva artista de la compañía, a la que hay que escogerle un nombre artístico y un nuevo logo. Se revela que esta artista es Jeongyeon. |              |         |          |              |             |                           |
| 44 | 4            | «EP.04» | 17 min.  | —            | —           | 23 de abril de 2021       |
| Se realiza la reunión creativa para determinar el nombre artístico, logo y concepto de la nueva artista de la compañía. Después que cada una presentó sus ideas y se discutieran las propuestas, la directora escogió a las ideas ganadoras: el nombre elegido fue "Yoo Pui Pui", propuesto por Momo, y el logo fue el que diseñó Tzuyu. Luego en grupos de a dos, se presentaron los conceptos para el debut: Momo y Chaeyoung propusieron un concepto espacial, Jihyo y Tzuyu un concepto sobre la limpieza, mientras que Dahyun y Sana un concepto retro.                             |              |         |          |              |             |                           |
| 45 | 5            | «EP.05» | 27 min.  | —            | —           | 30 de abril de 2021       |
| Finalmente, Mina escogío el concepto de limpieza para el debut de "Yoo Pui Pui". Luego se debía crear un teaser para el lanzamiento, sin embargo, el grupo de Jihyo y Tzuyu ya tenían preparado uno, que fue aprobado por la Directora y todas las trabajadoras. Para cerrar la jornada de trabajo, y a pesar de que todas querían irse a casa, Mina invitó antes a todas a una ceremonia de lavado de pies, donde cada una le lavó los pies a otra compañera mientras le agradecía y elogiaba. Al término del episodio, se emitieron imágenes inéditas del mismo capítulo.              |              |         |          |              |             |                           |

### 10.ª temporada: "Yes or No"
| N.º en serie | N.º en temp. | Título  | Duración | Dirigido por | Escrito por | Fecha de emisión original |
| --- | ------------ | ------- | -------- | ------------ | ----------- | ------------------------- |
| 46 | 1            | «EP.01» | 17 min.  | —            | —           | 14 de mayo de 2021        |
| En un campus de plantación al aire libre, las miembros se reúnen para realizar distintos retos, escogiendo entre distintas opciones antes de cada prueba, sin conocer la elección realizada. La primera prueba fue dar un paseo con zapatos de acupresión para quienes elegían "Yes" versus a pie ("No"). Luego, la elección fue barrer el sendero (△), descansar (☐) o pasear nuevamente con los zapatos de acupresión botando una pelota (o), siendo Dahyun la única que escogió esta opción. Luego se dirigieron a comer, algunas a pie (zapato) y otras en triciclo (rueda).                                                                               |              |         |          |              |             |                           |
| 47 | 2            | «EP.02» | 17 min.  | —            | —           | 21 de mayo de 2021        |
| Las miembros debieron elegir los elementos del menú para la comida asada, diciendo "Yes" o "No" a 16 platos sin conocerlos. Finalmente se quedaron con galletas, gelatinas, marshmallows, cebolla morada, costilla de ternera, chiles jalapeños y chips de cangrejo, perdiendo costilla de cerdo, páprika y champiñones. En la siguiente prueba, cada una escogía una acción a ejecutar y cada miembro debía decir "Yes" o "No", sin conocer la prueba. Entre otros, Dahyun, Nayeon y Sana deben hacerle un regalo a Jihyo; Mina, Momo, Nayeon y Sana deben comprarle algo para tomar al personal; y Dahyun y Sana tuvieron que hacer aegyo durante un minuto. |              |         |          |              |             |                           |
| 48 | 3            | «EP.03» | 16 min.  | —            | —           | 28 de mayo de 2021        |
| Tzuyu debió pagar su prueba del episodio anterior. Continuando con la comida, debieron elegir entre arroz o fideo. Solo Mina y Tzuyu escogieron arroz. Las que escogieron fideo, debieron elegir luego entre "círculo" (pote individual) o "cuadrado" (olla). Solo Chaeyoung escogió pote. Luego "blanco" (sin condimento) o "rojo" (con condimento) y, finalmente decidir entre "pequeño", "mediano" o "grande" (tamaño de los cubiertos). Entre quienes escogieron arroz, a Tzuyu le tocó porción pequeña de arroz, mientras que a Mina una porción más grande.                                                                                              |              |         |          |              |             |                           |
| 49 | 4            | «EP.04» | 20 min.  | —            | —           | 4 de junio de 2021        |
| Las miembros debieron escoger el postre, eligiendo entre tres tarjetas de créditos con mayor o menor saldo para poder realizar la compra. Luego para beber, debieron escoger entre preparar café instantáneo ("Yes") o café del menú ("No"), entre dulce o amargo y entre frío o caliente. Luego al salir para irse a casa, debían acertar "Yes" de una moneda de dos caras y realizar una prueba sorpresa al azar. La primera en irse fue Tzuyu seguida de Sana y Jihyo. Las últimas en irse a casa fueron Chaeyoung y Dahyun. |              |         |          |              |             |                           |

### 11.ª temporada: "TDOONG Forest"
| N.º en serie | N.º en temp. | Título  | Duración | Dirigido por | Escrito por | Fecha de emisión original |
| --- | ------------ | ------- | -------- | ------------ | ----------- | ------------------------- |
| 50 | 1            | «EP.01» | 20 min.  | —            | —           | 2 de julio de 2021        |
| Las miembros se reunieron en una casa tradicional coreana para descansar, situada en medio del campo, que fue llamada "Yoo PuiPui House", en alusión al apodo de Jeongyeon de la temporada 9. Como primera actividad, cada una asumió roles para la preparación de la comida: Jihyo y Jeongyeon estuvieron a cargo del fuego con leña; Chaeyoung y Momo prepararon sándwiches de jamón y verduras; Dahyun y Sana prepararon jugos con un mortero; mientras que Mina, Nayeon y Tzuyu prepararon pizzas con masa de tortillas. |              |         |          |              |             |                           |
| 51 | 2            | «EP.02» | 21 min.  | —            | —           | 9 de julio de 2021        |
| Las miembros de Twice continuaron sus labores del primer episodio: Chaeyoung y Momo pusieron al fuego sus panes, jamón y huevos fritos para los sándwiches, mientras Jihyo y Jeongyeon siguieron alimentando el fuego soportando el humo y calor de la parrilla; Dahyun intentaba que su jugo de naranja sea aprobado por Sana; mientras que Mina, Nayeon y Tzuyu terminaron de preparar las tortillas y armaron pinchos de tteok con miel.                                                                                  |              |         |          |              |             |                           |
| 52 | 3            | «EP.03» | 21 min.  | —            | —           | 16 de julio de 2021       |
| Cada uno de los grupos de trabajo terminó sus funciones y se acercaron a una mesa al aire libre a comer todo lo preparado: sándwiches de jamón y huevo frito, tortillas rellenas, ensaladas, pinchos de tteok y jugo natural. Continuaron haciendo recuerdos sacando fotografías. Una vez terminado el almuerzo, asignaron nuevas labores mediante rápidos juegos: A Jeongyeon y a Dahyun les correspondió lavar los platos, mientras que Chaeyoung, Momo y Tzuyu debieron ordenar.                                          |              |         |          |              |             |                           |
| 53 | 4            | «EP.04» | 21 min.  | —            | —           | 23 de julio de 2021       |
| Después de comer, cada una cumplió los roles asignados de orden y limpieza, para luego realizar actividades de forma libre según sus elecciones: Jihyo terminó de cocinar camotes asados, compartiendo la comida; Momo y Chaeyoung prepararon café de grano; Mina y Tzuyu prepararon injeolmi; Dahyun, Jeongyeon y Sana crearon sus propios perfumes, mientras que Nayeon fabricó un collar. |              |         |          |              |             |                           |
| 54 | 5            | «EP.05» | 20 min.  | —            | —           | 30 de julio de 2021       |
| Las miembros continuaron realizando sus actividades de esparcimiento. Mina y Tzuyu terminaron los injeolmi y lo compartieron con miembros del personal; Dahyun, Jeongyeon, Momo y Chaeyoung pintaron zapatillas y poleras para ellas y otras miembros de Twice; mientras que Nayeon, Tzuyu y Sana siguieron fabricando sus propios collares. Jihyo tomó una siesta. |              |         |          |              |             |                           |
| 55 | 6            | «EP.06» | 24 min.  | —            | —           | 6 de agosto de 2021       |
| Tras terminar las actividades del episodio anterior, algunas miembros jugaron a elevar una cometa y otras a las paletas con velcro. Luego se volvieron a reunir para comer carne de res asada, tocineta, costilla de ternera, kimchi y verduras. Finalmente, todas las miembros, excepto Tzuyu, tuvieron que darle regalos a Dahyun y a Jihyo por una de las pruebas pendientes de la temporada anterior. |              |         |          |              |             |                           |

### 12.ª temporada: "TDOONG High School Season 2"
| N.º en serie | N.º en temp. | Título       | Duración | Dirigido por | Escrito por | Fecha de emisión original |
| --- | ------------ | ------------ | -------- | ------------ | ----------- | ------------------------- |
| 56 | 1            | «EP.01»      | 17 min.  | —            | —           | 20 de agosto de 2021      |
| A una escuela ubicada a las afueras de la ciudad, llegaron las miembros de Twice (con excepción de Jeongyeon) por la invitación de una desconocida compañera. Una vez en la sala de clases y tomada la asistencia, se les informó que realizarán una fiesta deportiva. Se dividieron en dos grupos para la competencia, el equipo Azul (Chaeyoung, Jihyo, Sana y Tzuyu), y el equipo Rojo (Dahyun, Mina, Momo y Nayeon). Luego, la presidenta del Consejo Estudiantil Nayeon dio su discurso de bienvenida.                                               |              |              |          |              |             |                           |
| 57 | 2            | «EP.02»      | 18 min.  | —            | —           | 27 de agosto de 2021      |
| La presidenta Dahyun y vicepresidenta Tzuyu dieron sus discursos de bienvenida, para luego entonar el himno creado en la temporada 5 y así dirigirse al patio a realizar las actividades. El primer juego fue saltar la cuerda por equipos. El equipo azul, en el mejor de tres intentos, realizó 39 saltos, mientras que el equipo rojo hizo 34 saltos. El segundo juego consistió en una tanda de penales para cada equipo. Con Mina (rojo) y Tzuyu (azul) como arqueras, el equipo azul volvió a ganar, ahora por 4 goles contra 1.                    |              |              |          |              |             |                           |
| 58 | 3            | «EP.03»      | 21 min.  | —            | —           | 3 de septiembre de 2021   |
| En una prueba, debían encestar globos de agua en un recipiente sostenido por una miembro. El equipo azul marcó 11 globos y el rojo 22. En la siguiente prueba realizaron lucha coreana en bubble suit en enfrentamientos de una contra una, donde el equipo rojo ganó por 3 juegos a 2. Dahyun debió abandonar los juegos por una lesión. La tercera prueba fue el juego del limbo, una prueba individual ganada por Momo y Tzuyu. La última prueba fue una carrera de marcha con relevos, ganando finalmente el equipo Azul, sumando 950 ptos. en total. |              |              |          |              |             |                           |
| 59 | 4            | «EP.04»      | 19 min.  | —            | —           | 10 de septiembre de 2021  |
| En una prueba final sorpresa con fantasmas ocultos y atmósfera de terror, las miembros debieron entrar de noche en parejas a la escuela, para encontrar unos códigos ocultos, ayudadas por un mapa. Las parejas fueron Chaeyoung/Mina, Jihyo/Nayeon, Dahyun/Sana y Momo/Tzuyu. El episodio le hizo seguimiento a la primera pareja de Chaeyoung y Mina, quienes encontraron todos los códigos para poder llegar de regreso a la sala de clases. Luego, Jihyo y Nayeon iniciaron su búsqueda, con Nayeon muy asustada.                                     |              |              |          |              |             |                           |
| 60 | 5            | «EP.05»      | 21 min.  | —            | —           | 17 de septiembre de 2021  |
| Las parejas restantes continuaron la búsqueda de los códigos ocultos en la escuela para poder terminar la jornada de juegos. Jihyo con Nayeon, Momo con Tzuyu y Dahyun con Sana ingresaron solo con linternas. Tanto Nayeon como Momo fueron las más asustadas durante todo el recorrido. Finalmente, se premiaron a las ganadoras del equipo Azul con snacks y, por azar, Jihyo recibió unos AirPods de regalo. |              |              |          |              |             |                           |
| 61 | BC           | «Bonus Clip» | 10 min.  | —            | —           | 24 de septiembre de 2021  |
| Se emitieron imágenes inéditas de la temporada: Conversaciones en la sala de clases, las miembros jugando baloncesto y saltando en una cama elástica, y escenas no emitidas de la búsqueda final de códigos en el colegio a oscuras. |              |              |          |              |             |                           |

### 13.ª temporada: "Crime Scene Season 2"
| N.º en serie | N.º en temp. | Título  | Duración | Dirigido por | Escrito por | Fecha de emisión original |
| --- | ------------ | ------- | -------- | ------------ | ----------- | ------------------------- |
| 62 | 1            | «EP.01» | 19 min.  | —            | —           | 3 de diciembre de 2021    |
| En una recreada estación de policía, las miembros de Twice cumplen distintos roles: Directora Park (Jihyo), Oficial Lim (Nayeon), Profesora Mo (Momo), Oficial Kim (Sana), Líder Kim (Dahyun) y la Periodista Sohn (Chaeyoung) son parte del cuerpo de policía, mientras que Boss Myo (Mina) y Tzu (Tzuyu) son parte de una mafia, la primera como líder de visita en la comisaría y la segunda detenida. El día del ascenso del Detective Kwak, éste aparece muerto en una celda y todas son sospechosas. Se inicia el interrogatorio a cuatro miembros. |              |         |          |              |             |                           |
| 63 | 2            | «EP.02» | 19 min.  | —            | —           | 10 de diciembre de 2021   |
| Continuando con la investigación, se interrogó a Nayeon, Chaeyoung, Mina y Tzuyu. Luego se realizó la primera votación para escoger a la primera sospechosa, siendo elegida Mina. Continuaron analizando los horarios de todas las sospechas y se agregó un nuevo dato a la investigación: el cuerpo del Detective Kwak fue arrastrado, dejando marcas de sangre en el piso, revelando que fue asesinado en el pasillo y no en la celda. |              |         |          |              |             |                           |
| 64 | 3            | «EP.03» | 20 min.  | —            | —           | 17 de diciembre de 2021   |
| Las miembros comenzaron a buscar evidencias físicas en el lugar, encontrando diversas pistas: una carta de renuncia de Sana, medias y tijeras en el escritorio de Momo, una conversación de chat que reveló una relación amorosa entre Dahyun y Momo, somníferos comprados por Dahyun, una bolsa de dinero de Mina para el Detective Kwak, además de revelarse que Nayeon y Tzuyu son hermanas de sangre. |              |         |          |              |             |                           |
| 65 | 4            | «EP.04» | 24 min.  | —            | —           | 24 de diciembre de 2021   |
| Tras encontrar el arma homicida, las miembros continuaron analizando las pruebas, dejando como acusadas finales a Mina y a Nayeon. Luego pasaron a una sala de interrogatorios individuales, donde le hicieron la prueba de la verdad con un juguete a Mina, Nayeon y Tzuyu. Tras escoger a Nayeon como la culpable y encerrarla junto a Mina, se reveló que la culpable fue Tzuyu, explicando finalmente cómo se realizó el crimen. |              |         |          |              |             |                           |

### 14.ª temporada: "Twice New Year 2022"
| N.º en serie | N.º en temp. | Título  | Duración | Dirigido por | Escrito por | Fecha de emisión original |
| --- | ------------ | ------- | -------- | ------------ | ----------- | ------------------------- |
| 66 | 1            | «EP.01» | 18 min.  | —            | —           | 7 de enero de 2022        |
| Emulando la temporada 7 de inicio de año, las miembros deben realizar una serie de juegos cortos de rapidez mental y destreza física para ir obteniendo dinero ficticio. La primera prueba consistió en arrojar una botella con agua y lograr que esta caiga parada. La segunda prueba fue adivinar distintos tipos de ramen que debían probar. La última prueba consistió en adivinar el nombre de diversos personajes. Jihyo terminó el episodio con más dinero acumulado. |              |         |          |              |             |                           |
| 67 | 2            | «EP.02» | 19 min.  | —            | —           | 14 de enero de 2022       |
| Continuando con los juegos de habilidad, compitieron en una ronda de "Name Game", resultando ganadoras Nayeon, Sana y Tzuyu. Luego realizaron el juego de los cantillos (payana), siendo Dahyun la única en conseguir parte del premio. Posteriormente jugaron a romper una dalgona, imitando a la serie El juego del calamar, donde solo Nayeon y Tzuyu lo consiguieron durante dos rondas, para finalmente volver a adivinar nombres de diversos personajes de la cultura popular coreana y mundial. El capítulo finalizó con Nayeon liderando la competencia general con 62,000 wones acumulados. |              |         |          |              |             |                           |
| 68 | 3            | «EP.03» | 18 min.  | —            | —           | 21 de enero de 2022       |
| Agrupadas ahora en dos equipos, blanco (Jihyo, Mina, Dahyun, Tzuyu) y negro (Nayeon, Momo, Sana, Chaeyoung), realizaron cuatro pruebas para sumar puntos en dinero ficticio: adivinar el número de personas en una página al azar de una revista, acertar la mayor cantidad de flechas en un barril lanzándolas a distancia, lanzar canicas hasta ubicar una justo en un centro demarcado, y finalmente hacer saltar cinco nueces sobre una bandeja vacía de huevos, trasladando las nueces de un extremo a otro de la bandeja.                                                                      |              |         |          |              |             |                           |
| 69 | 4            | «EP.04» | 19 min.  | —            | —           | 28 de enero de 2022       |
| Las miembros jugaron una segunda ronda del juego de las nueces, lográndolo finalmente el equipo blanco, obteniendo 300.000 wones. Luego jugaron duelos de buscaminas, donde debían esconder nueces bajo vasos plásticos sin equivocarse y memorizando las nueces. Finalmente jugaron dos partidos de Janggi con los dedos en equipos dobles, donde resultó ganadora la dupla de Sana y Nayeon. Con el dinero recolectado debieron hacer la lista de compras según un menú de precios, tal como en la temporada 7.                                                                                    |              |         |          |              |             |                           |
| 70 | 5            | «EP.05» | 19 min.  | —            | —           | 04 de febrero de 2022     |
| Las miembros desafiaron al equipo de producción del programa competir en tres juegos, donde el perdedor debía cocinar al término del episodio. Jugaron el juego de las nueces, Janggi con los dedos y el juego del Iut. Aunque perdieron el primero, ganaron los dos siguientes, debiendo la producción hacerse cargo de la comida final. Las miembros finalmente también se divirtieron preparando pizzas coreanas, dalgonas y sopa de pastel de arroz, cerrando la temporada comiendo todas juntas.                                                                                                |              |         |          |              |             |                           |

### 15.ª temporada: "TDOONG Tour"
| N.º en serie | N.º en temp. | Título  | Duración | Dirigido por | Escrito por | Fecha de emisión original |
| --- | ------------ | ------- | -------- | ------------ | ----------- | ------------------------- |
| 71 | 1            | «EP.01» | 18 min.  | —            | —           | 18 de febrero de 2022     |
| Todas las miembros de Twice se reunieron en el parque de atracciones Lotte World de Seúl para realizar una serie de pruebas en los distintos juegos del parque. Se definieron tres equipos: Chaeyoung-Mina-Tzuyu, Nayeon-Jihyo-Dahyun y Momo-Sana-Jeongyeon. La primera prueba consistió en que una representante de cada equipo debía sacarse una selfi junto a sus otras dos compañeras de equipo que se encontraban sobre un carrusel en movimiento. Las ganadoras recibirán dinero para comprar souvenires en las tiendas del parque. |              |         |          |              |             |                           |
| 72 | 2            | «EP.02» | 18 min.  | —            | —           | 25 de febrero de 2022     |
| Continuando la primera prueba del capítulo anterior, una vez acabado el tiempo se determinó que el equipo ganador fue el de Momo-Sana-Jeongyeon con cinco fotos bien sacadas, contra tres y una de los equipos de Jihyo y Tzuyu respectivamente, obteniendo 25,000 wones. La siguiente prueba consistió en realizar un paseo acuático en bote por equipos, cargando un vaso con agua al interior de una caja de acrílico, evitando que este derrame agua durante todo el trayecto.                                                        |              |         |          |              |             |                           |
| 73 | 3            | «EP.03» | 18 min.  | —            | —           | 4 de marzo de 2022        |
| En la siguiente prueba, las miembros debieron subirse a una montaña rusa, debiendo resolver una pregunta a través de pistas que Mina y Momo, quienes no subieron al juego, les entregaban desde fuera de la montaña. Tras dos paseos en la montaña, los equipos de Nayeon-Jihyo-Dahyun y Momo-Sana-Jeongyeon fueron quienes obtuvieron la respuesta correcta. En la siguiente prueba, deben descubrir el mensaje oculto tras las espaldas de los miembros del personal, mientras todos montan sobre carros giratorios.                    |              |         |          |              |             |                           |
| 74 | 4            | «EP.04» | 18 min.  | —            | —           | 11 de marzo de 2022       |
| Tras terminar la prueba del episodio anterior, los tres equipos acertaron la frase oculta tras los miembros del personal. En la siguiente prueba debieron replicar una foto, teniendo que encontrar el lugar exacto al interior del parque de diversiones y posar exactamente como lo indicaba la imagen. Todas cumplieron la meta. Luego debieron montar el Flume Ride, un carro que cae en caída libre sobre un canal con agua. |              |         |          |              |             |                           |
| 75 | 5            | «EP.05» | 18 min.  | —            | —           | 18 de marzo de 2022       |
| Tras realizar la última prueba de montar el Flume Ride sin moverse ni reírse, el único equipo que no pudo cumplir la prueba fue el de Nayeon-Jihyo-Dahyun. Terminadas todas las pruebas, cada equipo recibió 130,000; 93,000 y 84,000 wones respectivamente, con lo que compraron snacks y bebidas para descansar. Una prueba sorpresa final individual consistió en encontrar un tesoro escondido en el parque. La ganadora fue Jeongyeon y su premio fue subirse sola a la montaña rusa.                                                |              |         |          |              |             |                           |

### 16.ª temporada: "Soulmate"
| N.º en serie | N.º en temp. | Título  | Duración | Dirigido por | Escrito por | Fecha de emisión original |
| --- | ------------ | ------- | -------- | ------------ | ----------- | ------------------------- |
| 76 | 1            | «EP.01» | 25 min.  | —            | —           | 8 de abril de 2022        |
| En un día lluvioso de primavera, las miembros se reunieron en una casa para realizar diversas dinámicas para encontrar su alma gemela. Cada una representando a un personaje que se mezcla con sus reales personalidades, fueron presentándose una a una, como si fuesen desconocidas entre sí. Tras dar sus primeras impresiones, cada una voto por quien le gustó más.                                                                                      |              |         |          |              |             |                           |
| 77 | 2            | «EP.02» | 24 min.  | —            | —           | 15 de abril de 2022       |
| Se reveló quienes obtuvieron más votos tras la elección secreta de popularidad: Mina recibió 4 votos; Momo tuvo dos votos; Sana, Tzuyu y Jeongyeon obtuvieron un voto; mientras que Dahyun, Nayeon, Jihyo y Chaeyoung no tuvieron votos. Mina, como ganadora, escogió a dos compañeras (Momo y Jihyo) para compartir un brunch. El resto compartió juntas un desayuno de menor calidad, mientras todas continuaron conociéndose.                              |              |         |          |              |             |                           |
| 78 | 3            | «EP.03» | 25 min.  | —            | —           | 22 de abril de 2022       |
| Tras la actividad del episodio anterior, todas se volvieron a reunir para intercambiar experiencias y conocerse aún un poco más. Se revelaron los pensamientos personales de cada una respecto a las impresiones de sus compañeras. Se inició una nueva actividad, donde cada una debía elegir entre tres alternativas para crear un regalo para una única destinataria: fabricación de llavero, de perfume o de un tazón.                                    |              |         |          |              |             |                           |
| 79 | 4            | «EP.04» | 31 min.  | —            | —           | 29 de abril de 2022       |
| En el episodio final, compartieron una cena preparada por Mina y se entregaron los regalos personales. En la última actividad antes de la elección final, cada una pudo tener una cita personal con la compañera escogida. Finalmente, se realizó la elección. Pudiendo ser rechazadas, todas aceptaron a sus almas gemelas. Las parejas fueron: Sana con Nayeon, Mina con Chaeyoung, Momo con Jihyo y Tzuyu con Jeongyeon. Dahyun no fue escogida por nadie. |              |         |          |              |             |                           |

### 17.ª temporada: "Spring Picnic"
| N.º en serie | N.º en temp. | Título  | Duración | Dirigido por | Escrito por | Fecha de emisión original |
| --- | ------------ | ------- | -------- | ------------ | ----------- | ------------------------- |
| 80 | 1            | «EP.01» | 18 min.  | —            | —           | 13 de mayo de 2022        |
| Las miembros se reunieron en un parque en medio de la primavera para celebrar una jornada de pícnic y paseos. Cada una de ellas se presentaron acompañadas de una foto de infancia y vestidas tal como aparecían en sus imágenes. Como primera actividad, debieron replicar la fotografía personal, imitando la pose y los elementos que componían la imagen.                                      |              |         |          |              |             |                           |
| 81 | 2            | «EP.02» | 18 min.  | —            | —           | 20 de mayo de 2022        |
| Tras presentar las fotografías sacadas en el capítulo anterior, las miembros se reunieron sentadas en círculo para jugar juegos típicos coreanos de rapidez mental, como "I'm Ground", "007 Bang", "Saranghae" y "Assa Hongsam". Luego, se divirtieron bailando libremente mientras la producción les daba órdenes de agrupamiento y otras pruebas.                                                |              |         |          |              |             |                           |
| 82 | 3            | «EP.03» | 18 min.  | —            | —           | 27 de mayo de 2022        |
| Las miembros de Twice continuaron realizando pruebas de agrupamiento, siendo castigadas Jeongyeon, Chaeyoung y Momo, teniendo que pagar con bailes delante del resto de las miembros. Ahora sentadas, cada una debió componer un poema inspirado en la palabra "Mayo", leyéndolos luego anónimamente, resultando en curiosos y divertidos textos.                                                  |              |         |          |              |             |                           |
| 83 | 4            | «EP.04» | 19 min.  | —            | —           | 3 de junio de 2022        |
| Tras los juegos de los episodios anteriores, las miembros se reunieron para disfrutar de un pícnic, escogiendo la comida que a cada una le correspondería mediante el juego de la silla musical. Las posiciones obtenidas del último al primer lugar fueron: Jeongyeon, Momo, Dahyun, Chaeyoung, Mina, Sana, Nayeon, Jihyo y Tzuyu, esta última recibiendo mucha comida por su primer lugar.       |              |         |          |              |             |                           |
| 84 | 5            | «EP.05» | 19 min.  | —            | —           | 10 de junio de 2022       |
| Las miembros disfrutaron de la comida obtenida en el juego del episodio anterior, donde algunas compartieron sus alimentos, principalmente Tzuyu, quien obtuvo mucho más que el resto de sus compañeras. Para ganarse el postre, todas debieron jugar a luz roja, luz verde, donde quien perdiera debía pagarle el postre a todas sus compañeras, resultando en último lugar nuevamente Jeongyeon. |              |         |          |              |             |                           |

### 18.ª temporada: "TDOONG Cooking Battle"
| N.º en serie | N.º en temp. | Título  | Duración | Dirigido por | Escrito por | Fecha de emisión original |
| --- | ------------ | ------- | -------- | ------------ | ----------- | ------------------------- |
| 85 | 1            | «EP.01» | 20 min.  | —            | —           | 23 de septiembre de 2022  |
| Las miembros se reunieron para realizar una competencia de cocina. Se conformaron dos equipos: Dahyun, Jihyo, Momo y Sana, contra Chaeyoung, Jeongyeon, Mina y Tzuyu. Nayeon estuvo ausente este episodio. Realizaron diversos juegos para escoger los alimentos principales a utilizar, como adivinar el peso de los alimentos, adivinar el tipo de ramyeon según su sabor o hacer avanzar cuatro huevos dentro de una caja de huevos.                                       |              |         |          |              |             |                           |
| 86 | 2            | «EP.02» | 20 min.  | —            | —           | 30 de septiembre de 2022  |
| Cada equipo se dispuso a cocinar, debiendo elegir mediante un juego los ingredientes a utilizar. El equipo de Jeongyeon seleccionó pan, espárragos, yogur, hongos, queso mozzarella, limón, miel, pimentón, tomate cherri, GMS, lechuga, queso cheddar y bayas. El equipo de Jihyo escogió pan, cebolla verde, café, fideos, té helado, kimchi, GMS, arroz y ajo. Mientras cocinaban, Dahyun y Jeongyeon realizaron pequeños juegos para obtener ingredientes extras.         |              |         |          |              |             |                           |
| 87 | 3            | «EP.03» | 21 min.  | —            | —           | 7 de octubre de 2022      |
| Los dos equipos comenzaron a preparar sus menús para que sean evaluados por tres miembros del personal del programa. El equipo de Jihyo preparó tempura sazonado con limón, kimchi-jjim con arroz, tostadas francesas con frutos rojos y crema batida. El equipo de Jeongyeon cocinó una ensalada de tomate cherri y un aperitivo de camarones con limón, carne asada y un filete de salmón con salteado de verduras, además de churros de pastel de arroz dulce como postre. |              |         |          |              |             |                           |
| 88 | 4            | «EP.04» | 22 min.  | —            | —           | 14 de octubre de 2022     |
| Tras terminar ambos grupos de preparar sus comidas, el jurado, compuesto por dos miembros de la producción además de Nayeon, que hizo su aparición por primera vez en esta temporada, degustaron cada uno de los platos de ambos equipos, evaluando finalmente con un máximo de 20 puntos por cada uno de los tres platos y un 40% por creatividad. Finalmente, la propia Nayeon anunció al equipo de Jihyo como ganador con 225 puntos, contra 223 del equipo rival.         |              |         |          |              |             |                           |

### 19.ª temporada: "Y2K TDOONG Show"
| N.º en serie | N.º en temp. | Título  | Duración | Dirigido por | Escrito por | Fecha de emisión original |
| --- | ------------ | ------- | -------- | ------------ | ----------- | ------------------------- |
| 89 | 1            | «EP.01» | 19 min.  | —            | —           | 11 de noviembre de 2022   |
| Las miembros se reunieron para realizar una serie de juegos grupales bajo el concepto del Y2K. Con Dahyun como anfitriona de la temporada, se determinaron los dos equipos que competirían por el premio de 1 millón de wones. Tras ser elegidas Mina y Jeongyeon como lideresas tras una rápida competencia de baile, los equipos escogidos se denominaron «Bangs» (Mina, Chaeyoung, Nayeon y Tzuyu) y «96» (Jeongyeon, Jihyo, Momo y Sana).                                             |              |         |          |              |             |                           |
| 90 | 2            | «EP.02» | 20 min.  | —            | —           | 18 de noviembre de 2022   |
| Ya conformados los equipos, ambos se enfrentaron en pequeñas pruebas de rapidez mental y destreza. El primer juego fue el Dibidibidip, donde ganó el equipo «96». Luego jugaron al 1:1 Of Course donde volvió a ganar el equipo «96». Las siguientes rondas fueron los juegos Cham Cham Cham y Fearful Picnic Box, donde debían adivinar lo que había dentro de una caja, ambos ganados por el equipo «Bangs». Luego comenzaron un cuestionario de rapidez llamado Mat Quiz.              |              |         |          |              |             |                           |
| 91 | 3            | «EP.03» | 25 min.  | —            | —           | 25 de noviembre de 2022   |
| Los equipos siguieron enfrentándose a un duelo de preguntas y respuestas rápidas, resultando ganador el equipo «96». Luego realizaron un juego físico de abdominales en grupo en 60 segundos, donde volvió a ganar el equipo «96» liderado por Jeongyeon. Con las pistas obtenidas en cada juego ganado, compitieron por última vez en un juego de cantar «Irony» de Wonder Girls por partes, ganando el equipo «96» gracias a un pase libre que Momo guardaba de una temporada anterior. |              |         |          |              |             |                           |

### 20.ª temporada: "Healing December"
| N.º en serie | N.º en temp. | Título  | Duración | Dirigido por | Escrito por | Fecha de emisión original |
| --- | ------------ | ------- | -------- | ------------ | ----------- | ------------------------- |
| 92 | 1            | «EP.01» | 24 min.  | —            | —           | 9 de diciembre de 2022    |
| Las miembros se dirigieron a Gapyeong-gun en la Provincia de Gyeonggi, Corea del Sur, para pasar unas vacaciones y tiempo de relajo. Tras comer en un restaurante, recibieron dinero y las llaves de un auto para trasladarse a su destino. Jihyo condujo junto a Chaeyoung, Nayeon y Momo para ir de compras, mientras que Jeongyeon, Tzuyu, Mina y Sana fueron directamente al alojamiento. Dahyun no estuvo presente durante el episodio. |              |         |          |              |             |                           |
| 93 | 2            | «EP.02» | 24 min.  | —            | —           | 16 de diciembre de 2022   |
| Mientras un grupo descansaba en el alojamiento, el resto de miembros compraban makgeolli y alimentos para llevar al lugar de encuentro. Una vez que se reunieron, recorrieron la casa y realizaron diversas actividades de relajo; algunas prepararon bungeoppang, batatas asadas y malvaviscos, otras practicaron punch needle, disfrutaron de la tina, mientras que otras siguieron durmiendo.                                             |              |         |          |              |             |                           |
| 94 | 3            | «EP.03» | 25 min.  | —            | —           | 23 de diciembre de 2022   |
| Las miembros de Twice continuaron con su día de relajo. Mina se unió al grupo que realizaba punch needle, mientras que Jihyo, Nayeon y Jeongyeon, luego de mojarse los pies en una tina de agua temperada, cantaron algunas canciones en la sala de karaoke. Luego lo hicieron Tzuyu y Sana. Entre todas comenzaron a decorar un árbol de Pascua.                                                                                            |              |         |          |              |             |                           |
| 95 | 4            | «EP.04» | 35 min.  | —            | —           | 30 de diciembre de 2022   |
| Luego que un grupo regresara de comprar, se reunieron todas para cenar, mientras se hicieron entrega de un regalo inútil sorpresa entre cada una de las miembros. Tras eso, se reunieron alrededor de una fogata para leer las cartas que cada una de las miembros se entregó de manera secreta con palabras de agradecimiento y buenos deseos para el nuevo año.                                                                            |              |         |          |              |             |                           |

### 21.ª temporada: "Twice New Year 2023"
| N.º en serie | N.º en temp. | Título  | Duración | Dirigido por | Escrito por | Fecha de emisión original |
| --- | ------------ | ------- | -------- | ------------ | ----------- | ------------------------- |
| 96 | 1            | «EP.01» | 17 min.  | —            | —           | 13 de enero de 2023       |
| Las miembros se reunieron, como cada inicio de año, para una temporada de juegos rápidos para ganar dinero ficticio y así poder realizar compras propuestas por la producción. Se inició con el dinero acumulado de la temporada 14 ("Twice New Year 2022"). Jugaron una ronda de "I'm Ground" y al juego de los cantillos (payana). Tras obtener premio en dinero, fueron a comprar comida.                             |              |         |          |              |             |                           |
| 97 | 2            | «EP.02» | 18 min.  | —            | —           | 27 de enero de 2023       |
| Las miembros fueron a la tienda a comprar comida con el dinero ganado el capítulo anterior. Compraron garaettok, tteokbokki, huevos asados, croquetas de pescado, entre otras comidas. Continuaron los juegos en el episodio. Primero adivinaron el nombre de las personas mostradas en imágenes, luego jugaron al "Son byongjo" con los dedos y al "Bunny Bunny".                                                       |              |         |          |              |             |                           |
| 98 | 3            | «EP.03» | 19 min.  | —            | —           | 3 de febrero de 2023      |
| Mina, Tzuyu y Sana engañaron a la producción y compraron con dinero falso parte de su comida, mientras que Jihyo compró sin pagar. Luego jugaron a adivinar comida mediante el olfato, a adivinar las canciones de Twice solo escuchando los 0,5 segundos iniciales, y una pelea de miradas entre compañeras escogidas al azar, donde Sana pasó directamente a la final.                                                 |              |         |          |              |             |                           |
| 99 | 4            | «EP.04» | 23 min.  | —            | —           | 10 de febrero de 2023     |
| Finalizaron el juego de miradas, resultando ganadora Sana. Luego realizaron diversos juegos grupales para poder obtener ingredientes para poder cenar al final del capítulo, adivinando canciones mediante dibujos y adivinando el nombre de personas famosas, perdiendo todos los juegos. El equipo les permitió comer todo a pesar de que perdieron. Para retirarse, debieron aprenderse una coreografía y replicarla. |              |         |          |              |             |                           |

### 22.ª temporada: "TDOONG High School Season 3"
| N.º en serie | N.º en temp. | Título  | Duración | Dirigido por | Escrito por | Fecha de emisión original |
| --- | ------------ | ------- | -------- | ------------ | ----------- | ------------------------- |
| 100 | 1            | «EP.01» | 20 min.  | —            | —           | 23 de junio de 2023       |
| Tercera edición de las miembros como alumnas del TDOONG High School. Tras el ingreso de cada una a la sala de clases y luego de compartir algunos snacks, las miembros debieron realizar una prueba escrita sorpresa, con preguntas de ingenio y acertijos sobre canciones de Twice. Jeongyeon participó por primera vez en una versión del programa en la escuela, mientras que Mina no estuvo presente.                |              |         |          |              |             |                           |
| 101 | 2            | «EP.02» | 20 min.  | —            | —           | 30 de junio de 2023       |
| Con Jihyo como profesora, votaron para escoger a la Delegada y Vicedelegada del curso, siendo elegidas Chaeyoung y Jeongyeon respectivamente. Luego se determinó a la nueva Presidenta de curso según los resultados de la prueba realizada el episodio anterior, resultando ganadora Jihyo. De acuerdo al mismo criterio, luego definieron la ubicación de sus asientos en la sala de clases.                           |              |         |          |              |             |                           |
| 102 | 3            | «EP.03» | 21 min.  | —            | —           | 7 de julio de 2023        |
| Nayeon asume como profesora de inglés, donde enseña el significado de diversas frases de canciones de Twice como «Merry & Happy», «Trouble», «Yes or Yes» y «Hello», traduciendo de manera fonética y divertida las palabras del inglés al coreano. Luego, Dahyun asume como profesora de Ciencias Sociales, quien les pide hacer poemas acrósticos y prepara un foro de discusión.                                      |              |         |          |              |             |                           |
| 103 | 4            | «EP.04» | 21 min.  | —            | —           | 14 de julio de 2023       |
| Continúa la clase dirigida por Dahyun como profesora, donde se realiza un debate entre dos grupos sobre polémicas populares, como «de qué color es la banana, blanca o amarilla» o si «es mejor ser linda o inteligente», donde se destacaron Tzuyu y Nayeon por sus participaciones. Finalmente, debieron ordenar y limpiar la sala de clases bajo las órdenes de la profesora Jihyo, para luego terminar con la clase. |              |         |          |              |             |                           |

### 23.ª temporada: "Fake Squid Game"
| N.º en serie | N.º en temp. | Título  | Duración | Dirigido por | Escrito por | Fecha de emisión original |
| --- | ------------ | ------- | -------- | ------------ | ----------- | ------------------------- |
| 104 | 1            | «EP.01» | 19 min.  | —            | —           | 1 de diciembre de 2023    |
| Las miembros de Twice se reunieron en el centro deportivo indoor Smob para realizar una serie de pruebas físicas y de destreza, compitiendo de manera individual durante toda la temporada, imitando la serie Squid Game. Tras una prueba inicial sorpresa de puenting y un tobogán, realizaron una yincana por 10 pulseras (puntos) para quien la lograra terminar. Nayeon, Mina y Momo no la realizaron. |              |         |          |              |             |                           |
| 105 | 2            | «EP.02» | 21 min.  | —            | —           | 8 de diciembre de 2023    |
| La siguiente prueba consistió en trepar una escalera de columnas para sumar la mayor cantidad de pulseras posibles, donde solo algunas lograron llegar al último nivel más alto. El marcador parcial dejó a Sana en el primer lugar momentáneo. Luego jugaron en equipos al Semáforo con los miembros del staff para resolver una misión. Las ganadoras fueron Jihyo y Sana.                               |              |         |          |              |             |                           |
| 106 | 3            | «EP.03» | 19 min.  | —            | —           | 15 de diciembre de 2023   |
| La tercera ronda consistió en una prueba de escalada donde participaron las miembros con menos puntaje acumulado. El siguiente juego fue un partido de baloncesto, donde se enfrentó un equipo de tres miembros (Tzuyu, Jeongyeon y Dahyun) contra el resto de las miembros, resultando en un caótico juego donde fueron ganadoras estas últimas.                                                          |              |         |          |              |             |                           |
| 107 | 4            | «EP.04» | 25 min.  | —            | —           | 22 de diciembre de 2023   |
| Tras una ronda para robar puntos, compitieron en equipos en un columpio de 360º para alcanzar la máxima altura, resultando ganadora Chaeyoung. Como prueba final de castigo, todas debieron lanzarse por un tobogán vertical. Finalmente, Jihyo, en representación del grupo, pasó la última etapa, al colgarse de una bolsa en el aire, permitiendo que todas se puedan ir a casa.                        |              |         |          |              |             |                           |

### 24.ª temporada: "Death Note"
| N.º en serie | N.º en temp. | Título  | Duración | Dirigido por | Escrito por | Fecha de emisión original |
| --- | ------------ | ------- | -------- | ------------ | ----------- | ------------------------- |
| 108 | 1            | «EP.01» | 22 min.  | —            | —           | 10 de mayo de 2024        |
| Twice se reunió en una biblioteca para realizar un juego de supervivencia basado en el manga Death Note, en donde las miembros deben buscar sus libros negros y encontrar lapiceras azules y negras, que les permitirán sobrevivir o eliminar a algunas de sus compañeras, respectivamente. Tras tres minijuegos, Tzuyu y Mina tuvieron beneficios, mientras que Chaeyoung inició el juego en desventaja. |              |         |          |              |             |                           |
| 109 | 2            | «EP.02» | 22 min.  | —            | —           | 17 de mayo de 2024        |
| Las miembros comenzaron la búsqueda de cada uno de sus libros al interior de la gran biblioteca, así como de los lapiceros azules y negros. Luego de que todas hallaran sus libros y escribieran sus votos de eliminación y salvación, el resultado de la primera ronda fue de dos votos positivos para Sana, uno para Jihyo, Tzuyu y Momo, mientras que Chaeyoung recibió tres votos negativos.          |              |         |          |              |             |                           |
| 110 | 3            | «EP.03» | 22 min.  | —            | —           | 24 de mayo de 2024        |
| Comenzó la segunda etapa con una nueva búsqueda por toda la biblioteca, esta vez con tres elementos nuevos escondidos: lapiceros naranjas, lapiceros verdes y borradores, sin que las miembros supieran las funciones de estos nuevos elementos. Tras una nueva búsqueda, nuevas votaciones y con las miembros intentando adivinar el uso de las nuevas lapiceras, concluyó la segunda etapa.             |              |         |          |              |             |                           |
| 111 | 4            | «EP.04» | 31 min.  | —            | —           | 31 de mayo de 2024        |
| Se dieron a conocer los resultados de la segunda ronda y la función de los lapiceros verde y naranja, terminando con Jeongyeon en el primer lugar y Tzuyu ocupando el último lugar de manera parcial. Tras la tercera y última ronda, donde Tzuyu encontró el lapicero dorado y Nayeon el borrador dorado, el primer lugar de la competencia fue para Mina. La perdedora fue Chaeyoung.                   |              |         |          |              |             |                           |

### 25.ª temporada: "TDOONG Workshop"
| N.º en serie | N.º en temp. | Título  | Duración | Dirigido por | Escrito por | Fecha de emisión original |
| --- | ------------ | ------- | -------- | ------------ | ----------- | ------------------------- |
| 112 | 1            | «EP.01» | 19 min.  | —            | —           | 12 de julio de 2024       |
| Twice se trasladó al Condado de Gapyeong para una jornada de 12 horas de actividades de esparcimiento. Durante el viaje en bus, se le asignaron misiones secretas que las miembros debían realizar durante el paseo, y realizaron juegos de palabras. Al llegar, organizaron competencias en karting, haciendo una corrida de prueba inicial.                                                                          |              |         |          |              |             |                           |
| 113 | 2            | «EP.02» | 20 min.  | —            | —           | 19 de julio de 2024       |
| Se organizaron tres carreras de karting de tres miembros cada una. Las ganadoras de cada grupo fueron Jihyo, Mina y Momo, quienes compitieron en una carrera final, resultando Jihyo como la gran ganadora. Posteriormente iniciaron un paseo por bici-riel, nuevamente en grupos de a tres miembros, recorriendo a través de la naturaleza del lugar.                                                                 |              |         |          |              |             |                           |
| 114 | 3            | «EP.03» | 20 min.  | —            | —           | 26 de julio de 2024       |
| Las miembros realizaron el viaje de vuelta en el bici-riel, con la misión de imitar un vídeo desafío de redes sociales con la canción «Jelly Jelly» y grabarlo con un celular. Al llegar a destino, almorzaron todas juntas para luego iniciar un paseo en lancha motora, esta vez sin Jihyo, que debió retirarse para cumplir un compromiso.                                                                          |              |         |          |              |             |                           |
| 115 | 4            | «EP.04» | 23 min.  | —            | —           | 2 de agosto de 2024       |
| Tras el paseo en lancha, las miembros se reunieron para realizar una serie de juegos para probar su trabajo en equipo, como saltar la cuerda y practicar fútbol. Llegada la noche, todas juntas cenaron revuelto de tofu, tteokbokki, dak galbi, pastel de pescado, ensalada de brote de soja verde, entre otros platos. Finalmente se despidieron, repasando si consiguieron o no realizar las misiones encomendadas. |              |         |          |              |             |                           |

### 26.ª temporada: "TDOONG Pocha"
| N.º en serie | N.º en temp. | Título  | Duración | Dirigido por | Escrito por | Fecha de emisión original |
| --- | ------------ | ------- | -------- | ------------ | ----------- | ------------------------- |
| 116 | 1            | «EP.01» | 30 min.  | —            | —           | 11 de octubre de 2024     |
| Todas las miembros de Twice se reunieron para celebrar el 9.º aniversario del grupo en una "pocha", término que en Corea hace referencia a juntarse con amigos a comer y beber. En el primer episodio, Chaeyoung, Tzuyu, Momo y Sana fueron de compras al supermercado, mientras el resto se quedó realizando diversos juegos con la producción para ganar dinero. Mientras iban ganándolo, esta se iba incorporando a la tarjeta que las compradoras llevaban. |              |         |          |              |             |                           |
| 117 | 2            | «EP.02» | 30 min.  | —            | —           | 18 de octubre de 2024     |
| Tras las compras, un grupo se dedicó a cocinar, mientras otro grupo preparó la mesa para reunirse a comer y beber. Prepararon samgak kimbap y kimbap de atún, tortilla de patatas, golbaengi muchim, fresas con crema, entre otros alimentos. Además disfrutaron de soju, cerveza, vino, jaibol, mientras compartieron anécdotas y jugaron a las adivinanzas, en una dinámica dirigida por Dahyun.                                                              |              |         |          |              |             |                           |
| 118 | 3            | «EP.03» | 30 min.  | —            | —           | 25 de octubre de 2024     |
| Todo el grupo continuó compartiendo anécdotas, mientras bebían alcohol y comían lo que habían preparado. A través de preguntas, fueron dando respuestas sinceras respecto a historias ocurridas entre ellas a lo largo de los años. Entre la conversación, Mina, Momo y Sana bailaron su canción «Touch Me», Tzuyu también bailó su canción como solista «Run Away», y Jihyo besó en la boca a Jeongyeon a modo de juego.                                       |              |         |          |              |             |                           |

### 27.ª temporada: "Part-Timer"
| N.º en serie | N.º en temp. | Título  | Duración | Dirigido por | Escrito por | Fecha de emisión original |
| --- | ------------ | ------- | -------- | ------------ | ----------- | ------------------------- |
| 119 | 1            | «EP.01» | 29 min.  | —            | —           | 8 de noviembre de 2024    |
| Las miembros se reunieron en una cafetería en el barrio de Seongsu, para realizar un trabajo a tiempo parcial. Luego de una inducción por parte de los empleados, se repartieron las funciones y comenzaron a trabajar: Sana y Jihyo se encargaron de repartir publicidad, Tzuyu, Nayeon y Mina atendieron mesas, Chaeyoung, Dahyun y Momo preparaban los cafés y bebidas, mientras Jeongyeon estuvo a cargo de la caja. |              |         |          |              |             |                           |
| 120 | 2            | «EP.02» | 30 min.  | —            | —           | 15 de noviembre de 2024   |
| Tras finalizar la primera jornada del trabajo, todas las miembros se reunieron para tomar un descanso y compartir sus experiencias. Se inició la segunda jornada con mucho público esperando para entrar, asignándose nuevos roles: Nayeon y Tzuyu salieron a promocionar el café, Jeongyeon, Sana y Dahyun se encargaron del servicio, mientras Momo, Jihyo, Mina y Chaeyoung prepararon los cafés y tragos.            |              |         |          |              |             |                           |
| 121 | 3            | «EP.03» | 31 min.  | —            | —           | 22 de noviembre de 2024   |
| Al iniciar la tercera jornada, Chaeyoung y Jeongyeon fueron liberadas por ser las empleadas más destacadas, premiándolas con una comida especial. Esta vez, Momo, Jihyo y Dahyun se encargaron del servicio, mientras que Nayeon, Sana, Mina y Tzuyu prepararon pedidos y lavaron las vajillas. Al finalizar, se les hizo entrega de una compensación en dinero por el trabajo parcial realizado en el café.             |              |         |          |              |             |                           |

### 28.ª temporada: "T.T.T. Again"
| N.º en serie | N.º en temp. | Título  | Duración | Dirigido por | Escrito por | Fecha de emisión original |
| --- | ------------ | ------- | -------- | ------------ | ----------- | ------------------------- |
| 122 | 1            | «EP.01» | 19 min.  | —            | —           | 14 de febrero de 2025     |
| La temporada replicó el inicio de la serie, con juegos al interior de un estudio. Se armaron los mismos tres equipos: Team Brain (Dahyun, Jeongyeon y Mina), Team Smarties (Nayeon, Jihyo, Chaeyoung) y Team Alien (Sana, Momo y Tzuyu. Se realizaron dos pruebas, una de armado de torres de vasos y una competencia de Efecto dominó. El premio final es un AirPods Pro para cada integrante del equipo ganador.       |              |         |          |              |             |                           |
| 123 | 2            | «EP.02» | 19 min.  | —            | —           | 21 de febrero de 2025     |
| La siguiente prueba por equipos fue una competencia de velocidad sobre un carro que avanza sobre tubos intercambiables, resultando ganador el Team Brain. Luego realizaron otra competencia de velocidad, esta vez al interior de una oruga elástica gigante, donde ganó el Team Alien. Sorpresivamente, las hicieron eliminar a una miembro de cada equipo mediante voto secreto. Luego se reestructuraron los equipos. |              |         |          |              |             |                           |
| 124 | 3            | «EP.03» | 19 min.  | —            | —           | 28 de febrero de 2025     |
| Con los equipos nuevos ya constituidos, realizaron tres competencias: Lanzar dos almohadas y una manta sobre una miembro que debe quedar cubierta y acostada, cantar una canción interpretándola en grupo y por sílabas, y finalmente debieron adivinar imágenes que el equipo de producción les iba mostrando. Finalizado el episodio, lideraba Team Brain (1075), seguido por Team Smart (1065) y Team Alien (830).    |              |         |          |              |             |                           |
| 125 | 4            | «EP.04» | —        | —            | —           | 07 de marzo de 2025       |

## Emisión
- YouTube, los viernes a las 18:00 h. (KST)
- V Live, los viernes a las 18:00 h. (KST)